# Venkovská zahrada

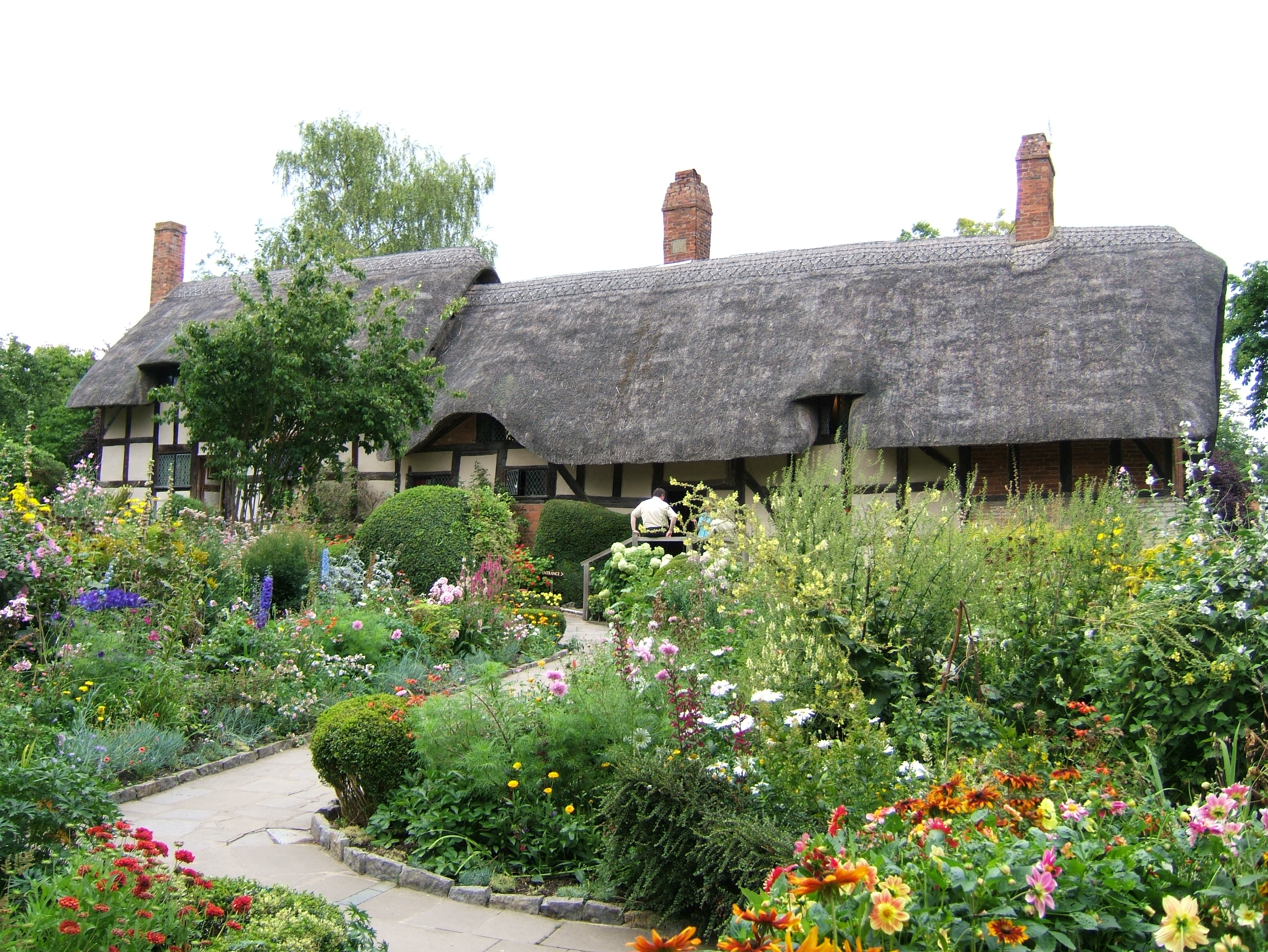
Zahrada Anne Hathawayové

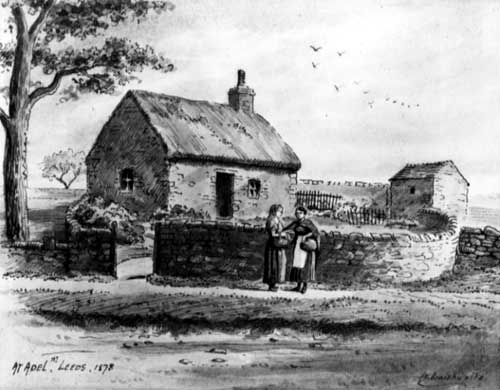
Venkovské stavení se zahradou, rok 1878, Adel

Venkovská zahrada je lidmi upravený pozemek s uměle vysázenou vegetací a dekorativními doplňky. Venkovská zahrada je typická barevností. Je to rázovitý rustikální styl zahrady, který používá neformální design, tradiční materiály, husté výsadby a někdy i směs okrasných a jedlých rostlin. Často bývá vyzdobena předměty a dekoracemi napodobujícími denní potřeby venkovanů a imitující původní přírodní materiály rustikálními, romantickými, vesnickými doplňky. Klasické venkovské zahrady dosáhly svého vrcholu popularity ve viktoriánském obdobím (1837–1904).
Velikostí nebývá rozlehlá a neslouží často k rekreaci, ale jako ozdoba okolí sídla. Ve venkovské zahradě 21. století rostou stromy a nebo keře, které odpovídají charakteru místa a doplňky napodobují některé historické období (gotika, romantismus), nebo venkovské prostředí. Venkovská zahrada může obsahovat i část pro pěstování zeleniny a koření, nebo jsou byliny a zelenina volně namíchány v porostu.
Protože venkovské zahrady nebo zahrady v takto stylizované úpravě mohla vlastnit, založit a udržovat většina obyvatel, výzdoba silně podléhala a podléhá vlnám módnosti. Některé venkovské zahrady nesou silný dotyk individuality jejich majitele. Stejně jako původní anglický styl jsou tyto zahrady zpravidla spíše půvabná dílka než architektonické skvosty. Úpravy zahradní architektury ve venkovské zahradě, jsou někdy prováděny podle zásad sadovnické tvorby.

## Vývoj

### Původ venkovské zahrady

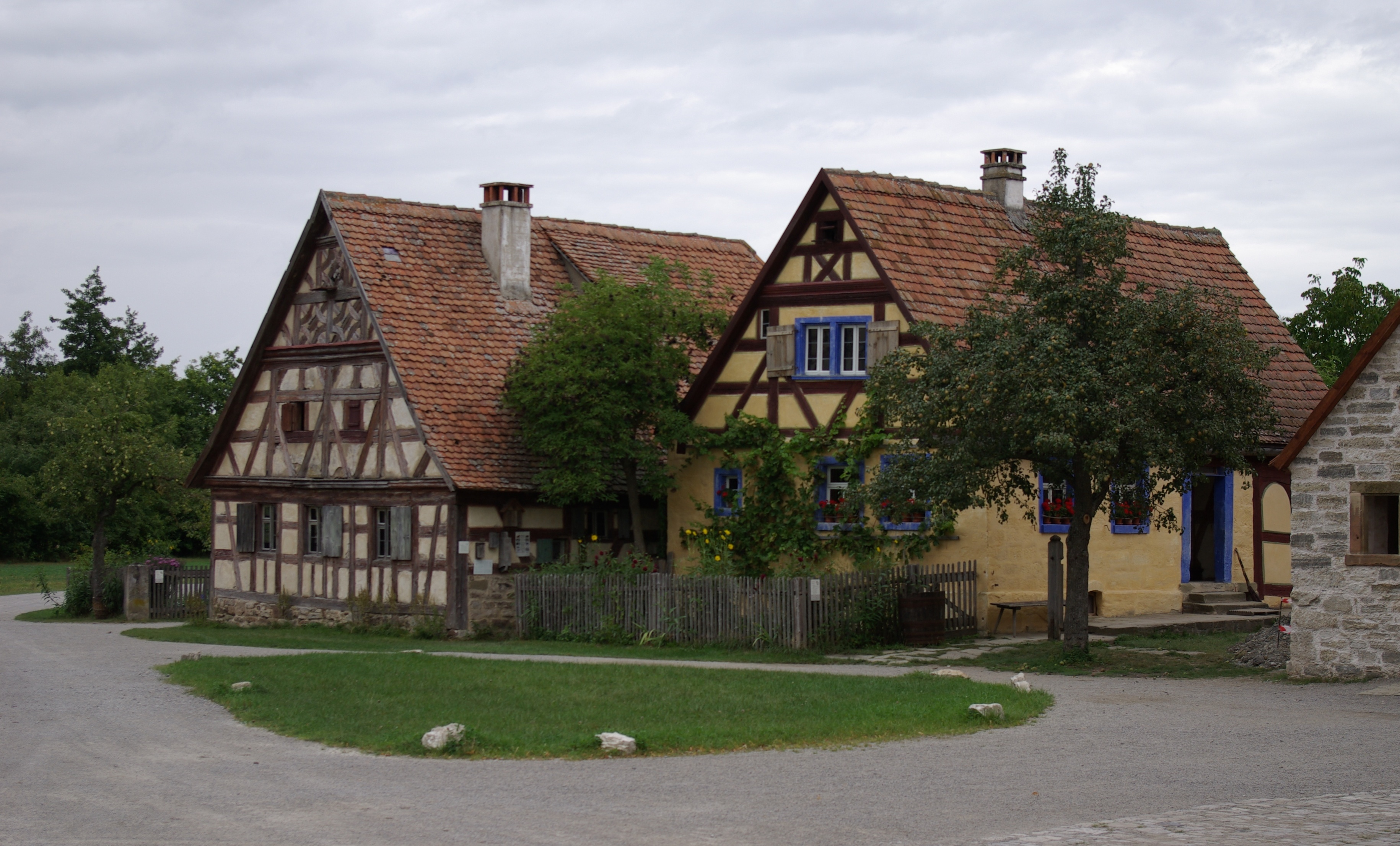
Německé venkovské stavení se zahradou, počátek 18. století

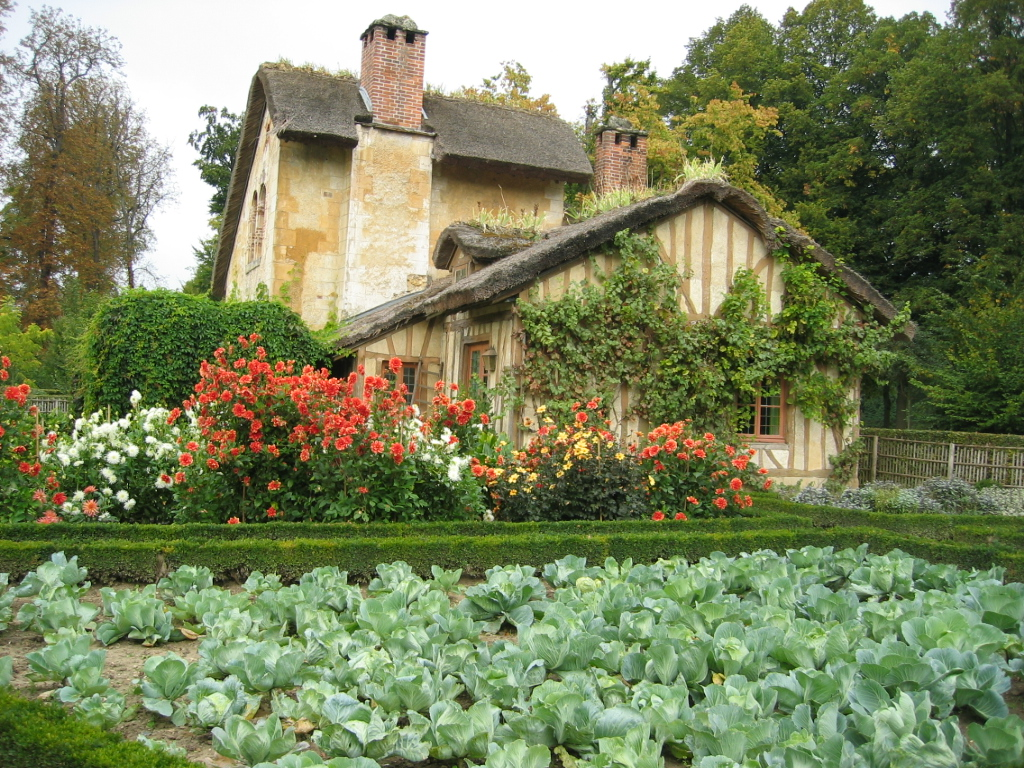
Nádhera, množství a jasné barvy květin na ploše podtržené světlou zeleninou působí kontrastně a potlačují pocit zchátralosti ze vzhledu budovy; jedna ze zahrad ferme ornée v Petit Trianon v parku ve Versailles, Francie

Venkovské zahrady v podobě ohrazené prostory s kvetoucími rostlinami, bylinami a zeleninou se objevují po celé historické období a přirozeně svým dílem pokrývají samozásobitelské potřeby domácnosti.
Během římské říše se pěstování okrasných rostlin, především růží, z římských zahrad rozšířilo i do odlehlých oblastí. Po pádu Říma a během neklidného období středověku v Evropě byla ve středověké zahradě většina zahradnických plodin pěstována pro obživu.
V klidnějším tudorovském období v Anglii (1485 až 1603) se venkovské zahrady mohly rozvíjet. Obyvatelé venkova pěstovali jednoduché, odolné rostliny, které často nazýváme „rostliny venkovské zahrady“.
Vesnické zahrady, které se objevily v alžbětinské době zřejmě vznikly jako místní zdroj pro byliny a plody.
Podle pověsti o jejich původu z konce devatenáctého století, byly tyto zahrady původně vytvořeny venkovany, aby mohli do jídla přidávat bylinky a pěstovat květiny pro výzdobu. Helen Leachová analyzovala historický původ romantické vesnické zahrady a zahradní styl podrobila přísné historické analýze. Došla k závěru, že jejich počátky byly v menších zahradách dělníků v devatenáctém století. Důležitý byl objev a rozšíření skupiny jednoduchých vytrvalých rostlin přes literární práce J. C. Loudona. Loudon pomáhal s návrhem na panství v Oxfordshire, kde byli zemědělští dělníci a malé zahrady, kde mohli pěstovat potraviny a chovat prasata a slepice.

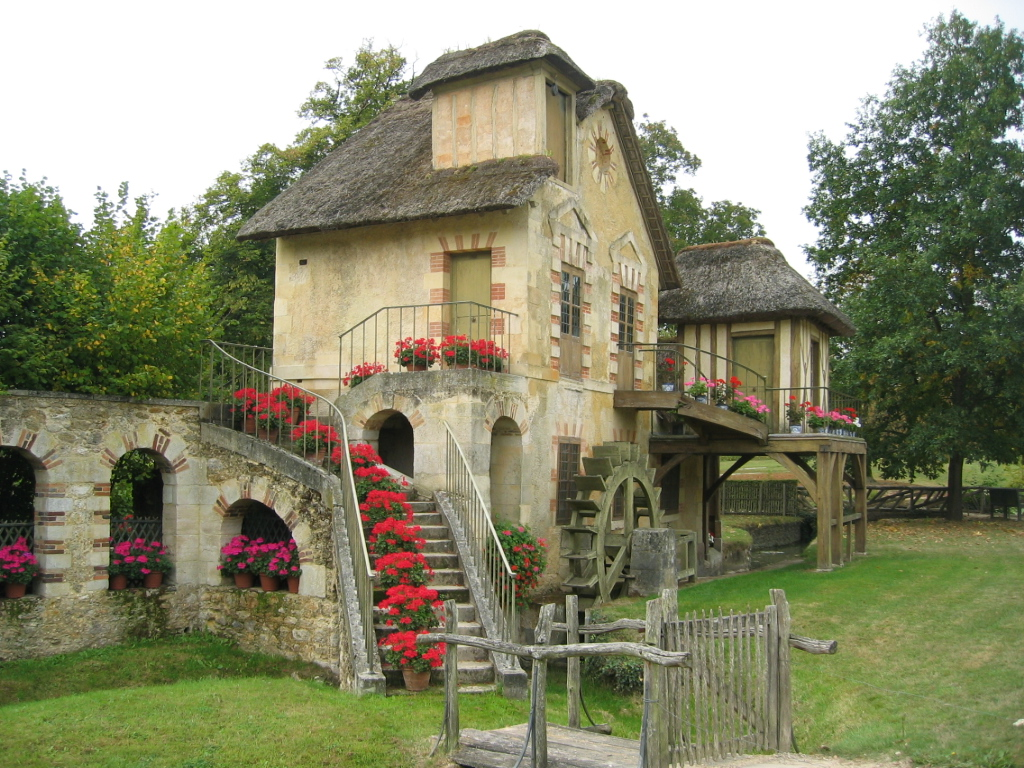
Použití hrnkových květin ve venkovské zahradě, Hameau de la Reine (Versailles, Francie)

Vznik venkovské zahrady je proto spojován s dělnickými a rolnickými chalupami. Jejich přerod v stylizovanou verzi venkovské zahrady jako úmyslný styl výsadby vznikl nejspíše v Anglii na konci 19. století, v reakci na strukturovanější a důsledně udržované zahrady, které používají pravidelný symetrický styl, šablonovitý vzhled. Její vznik lze dát do souvislosti s humanistickou glorifikací venkovského života, tedy její poetické a fantazií upravené romantické podoby. V průběhu 18. století, kdy jsou moderní romantické úpravy parků ve stylu anglického přírodně krajinářského parku vznikají i ferme ornée, jejichž součástí jsou právě stylizovaná venkovská stavení. Jak lze vidět u zámku Petit Trianon vytvořeném na přání Marie Antoinetty v parku ve Versailles, jsou u nich upravené venkovské zahrady. Zahrady v Petit Trianon nebyly jen malé zelinářské zahrady mezi budovami. Květiny byly všude v Petit Hameau. Anglické přírodně krajinářské parky jsou považovány za předchůdce venkovské zahrady. Je důležité si ale uvědomit, že na rozdíl od anglických přírodně krajinářských parků Capability Browna, které byly jednoduše tvořeny trávníky, stromy a vodou, zahrady Petit Trianon byly plné květin.

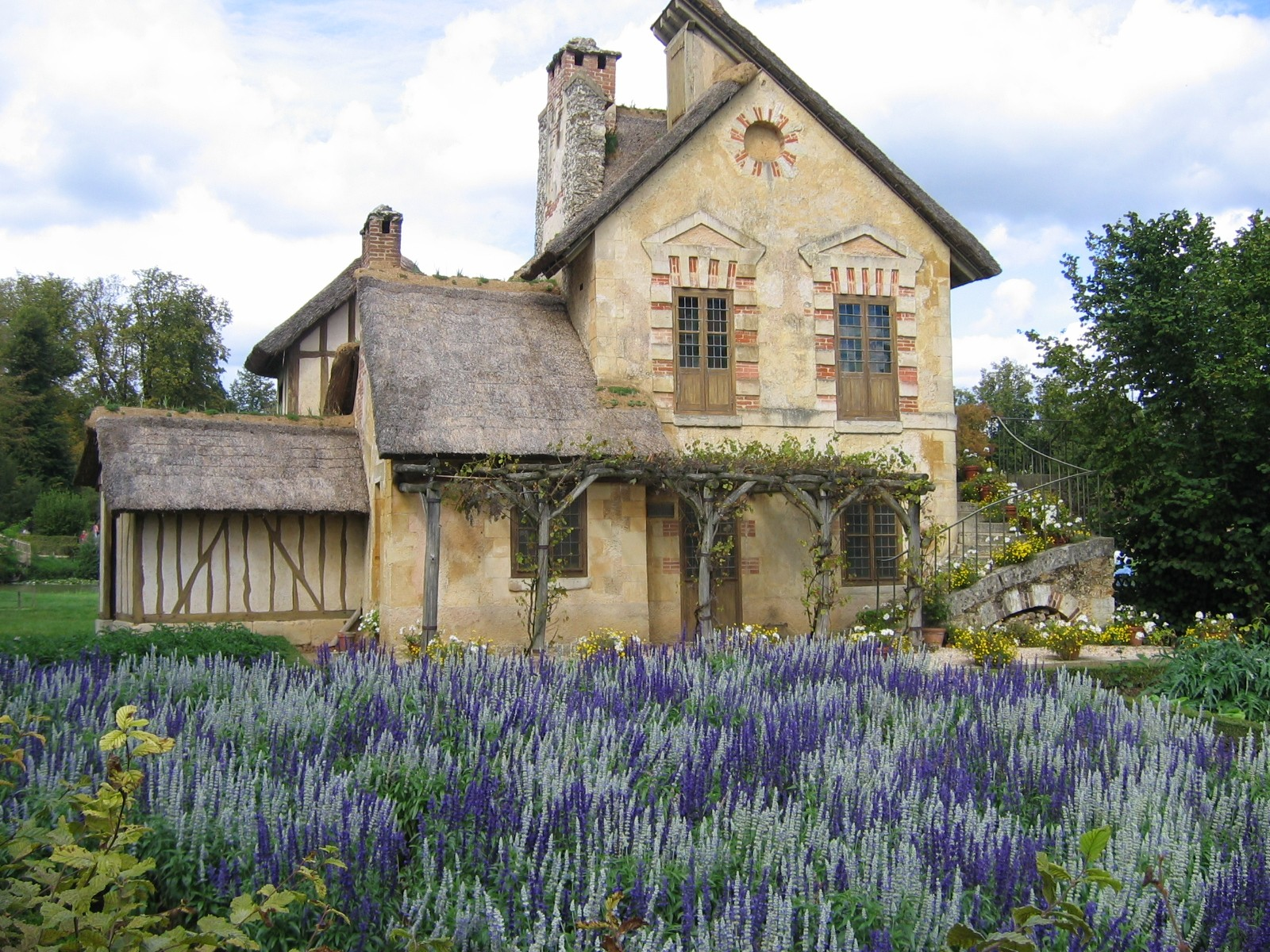
Tlumící modrá barva dává nenásilně vyniknout světlé budově. Jedna ze zahrad ferme ornée v Petit Trianon v parku ve Versailles, Francie

Nejstarší původní zahrady ve venkovském stylu byly ekonomičtěji zaměřené než jejich moderní následovníci - byl kladen důraz na zeleninu a užitkové byliny, nacházelo se v nich několik ovocných stromů, někdy včelí úl a dokonce i domácí zvířata. Květiny byly použity k vyplnění mezery mezi nimi. V průběhu doby se květiny staly dominantními. Tradiční venkovská zahrada byla obvykle uzavřená, ale nebylo to nezbytným pravidlem. Typické květiny, které jsou společné vesnickým zahradám jsou slézové růže, macešky a stračka (ostrožka), všechny tyto tři druhy jsou rozšířené v devatenáctém století. Pěstovaly se původní druhy růží, jednoduše kvetoucí sedmikrásky a bylinky. Květiny v prvních takových zahradách sloužily spíše výzdobě kostela a náboženským účelům, stejně jako květiny ve středověkých zahradách. Umělecké tvarování keřů mělo spíše tradiční formy. Jako dekorace do původní zahrady ve venkovském stylu byly přidávány sluneční hodiny, rustikální lavičky a okrasné rostliny v nádobách.

### Historie stylu tradiční anglické vesnické zahrady

#### Počátky

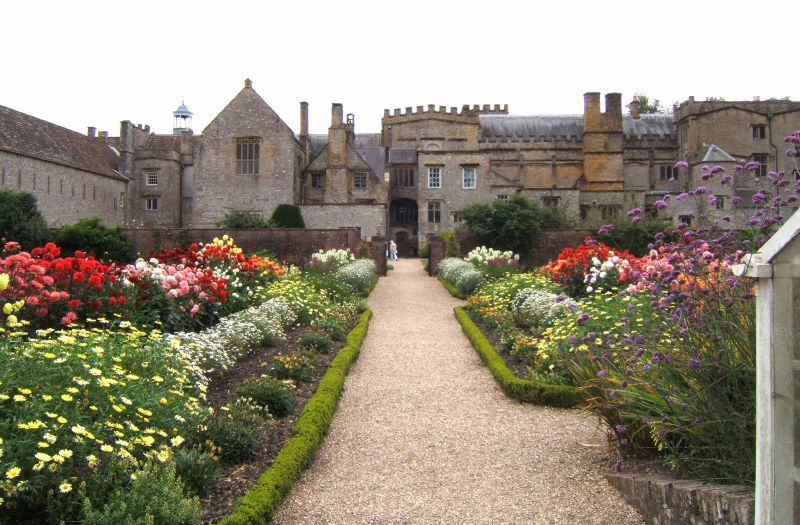
výsadba ve stylu vesnické zahrady u cisterciáckého kláštera

Přirozený design venkovské zahrady byl rozvinut Brity. Básník Alexander Pope byl časný zastánce méně formálních přírodních zahrad. Ale i další spisovatelé 18. století, včetně Josepha Addisona a lorda Shaftesburyho, podporovali méně formální a přírodní zahrady. Vývoj venkovské zahrady lze vysledovat v časopise (The Cottage Gardener) (1848–1961), editovaném Williamem Georgem Johnsonem, kde se klade důraz přímo na okrasné květiny - karafiáty a primule v pestrých odrůdách, které byly původně šlechtěny soutěživými úředníky jako hobby.

#### William Robinson a Gertrude Jekyll
William Robinson a Gertrude Jekyll pomáhali popularizovat nepravidelné zahrady v mnoha knihách a časopisech. Robinsonova Divoká zahrada (Wild zahrada), publikovaná v roce 1870, obsahovala v prvním vydání esej na téma Zahrada britských planých květin ("The Garden of British Wild Flowers"), který byl vyřazen z novějších vydání. V jeho Anglické květinové zahradě (The English Flower Garden), byly ilustrovány zahrady v hrabství Somerset, Kent a Surrey. William Robinson poznamenal: "Jedno z ponaučení malé zahrádky je, že jsou tak hezké, proto, že je možné získat dobré výsledky z jednoduchých materiálů." Od roku 1890 se svou celoživotním přítelkyní Gertrude Jekyll uplatňuje principy venkovské zahrady na více strukturované vzory u poměrně velkých zahrad. Její Barvy v kvetoucí zahradě (Colour in the Flower Garden) (1908) jsou přetiskovány dodnes.

### Vrchol stylu tradiční anglické vesnické zahrady

#### Arts and Crafts Movement a William Morris

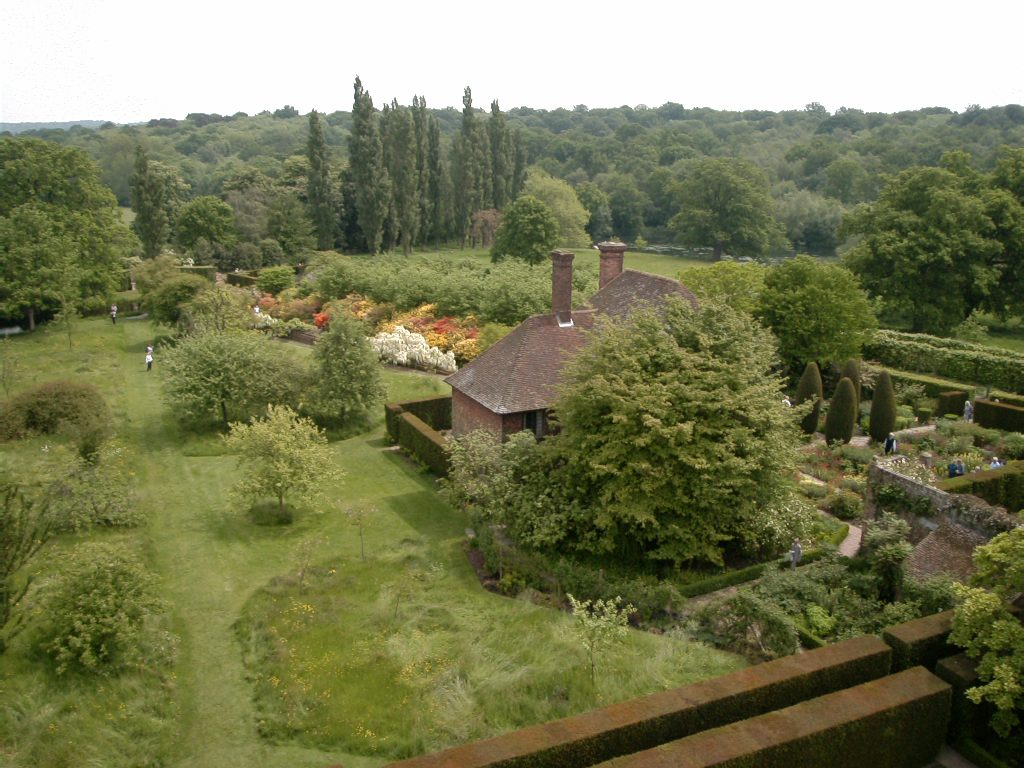
zámecká zahrada zámku Sissinghurst ve stylu vesnické zahrady

William Robinson a Gertrude Jekyll byli součástí hnutí Arts and Crafts Movement, stali se hybateli architektury a řemesel na konci 19. století. Prosazovali návrat k výsadbě v neformálním stylu který byl odvozen z romantické tradice skutečné anglické venkovské zahrady. Výstava Arts and Crafts Exhibition zahájila pohyb směrem k idealizovanému přírodnímu stylu venkovské zahrady. Zahrady podle návrhů William Robinson a Gertrude Jekyll byly často spojovány s hnutím Arts and Crafts Movement. Oba byli ovlivněni Williamem Morrisem, jedním z vůdců hnutí Arts and Crafts Movement. Robinson citoval Morrisovy názory odsuzující kobercové výsadby, Gertrude Jekyll sdílela Morrisův mystický pohled na přírodu a použila kresby květinových motivů pro zahradnický styl. Když Morris postavil svůj „Red House“ v Kentu, byl ovlivněn novými nápady v oblasti architektury a zahradnictví "staromódní" zahrady se náhle stalo módním doplňkem mezi britskou uměleckou střední třídou a estetika venkovské zahrady se stala moderní i v Americe.

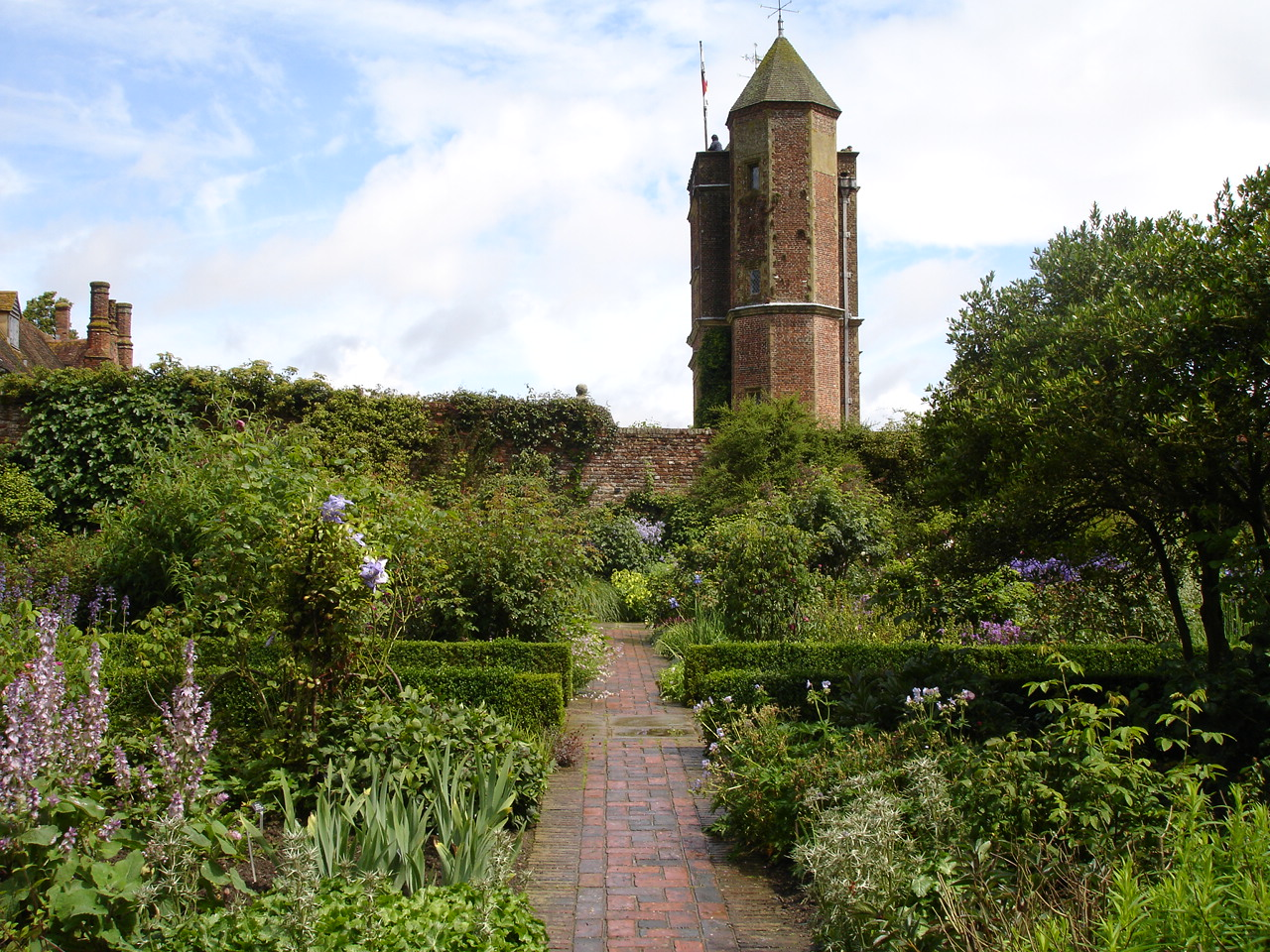
zámecká zahrada zámku Sissinghurst

Snad nikdy předtím ani potom nebyly rostliny a jejich pěstování takovým středobodem zájmu široké veřejnosti. Díky propagátorům jako Gertrude Jekyll a Vita Sackville-West se skromné venkovské zahrady staly populárními. Jako specifický architektonický styl se výrazně prosazuje ve dvacátém století s rozvojem rekreace pro širší vrstvy obyvatel. Prochází obdobími, kdy jsou architektonické doplňky střídavě vykládány jako romantické a nebo kýčovité. V současné době se vesnické zahrady často rozvíjí směrem k větší historické věrohodnosti, což jejich estetice výrazně prospívá.

#### Vita Sackville-West

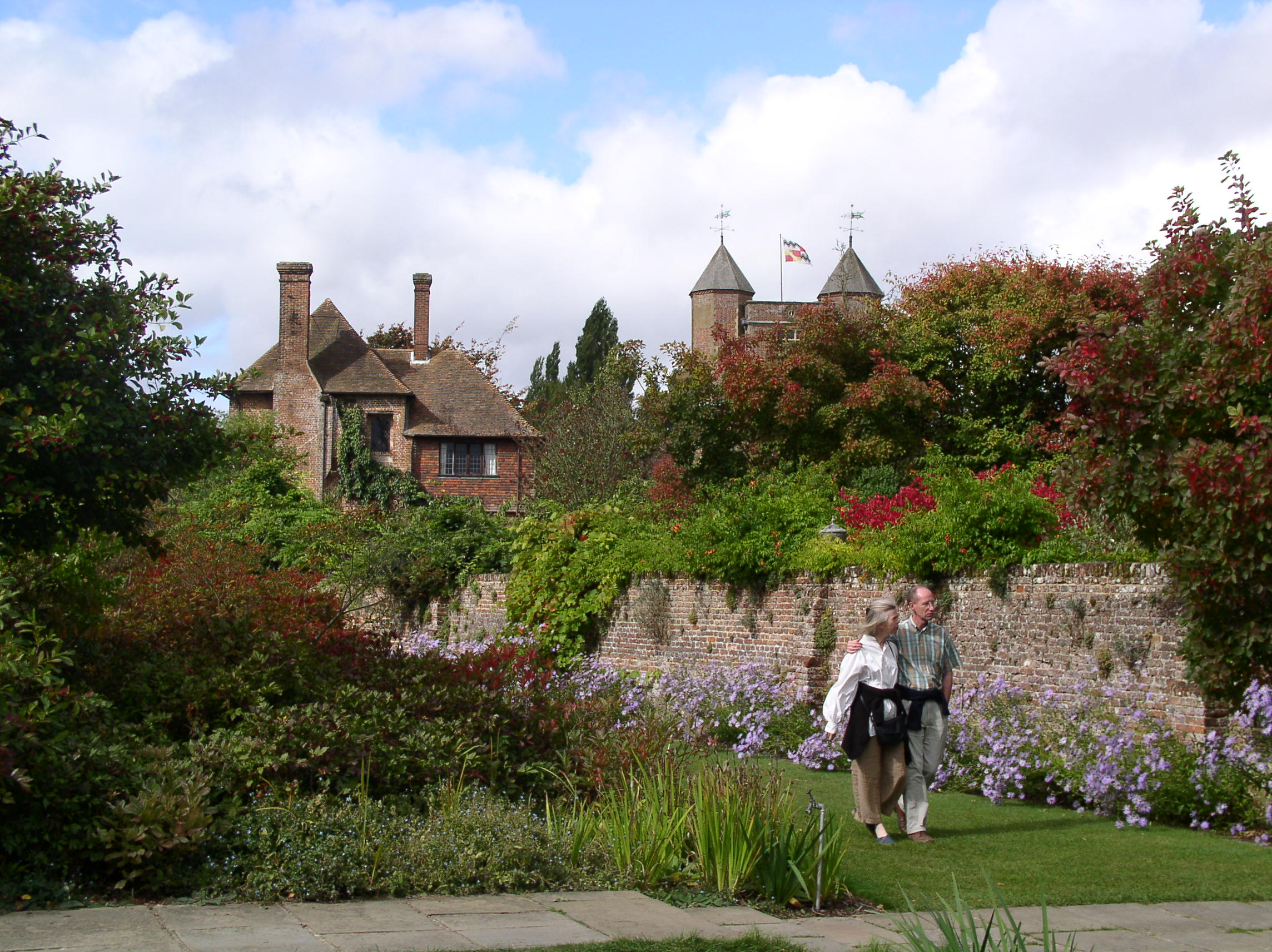
zámecká zahrada zámku Sissinghurst – menší různorodost, světlé a studené barvy kompozici zklidňuje

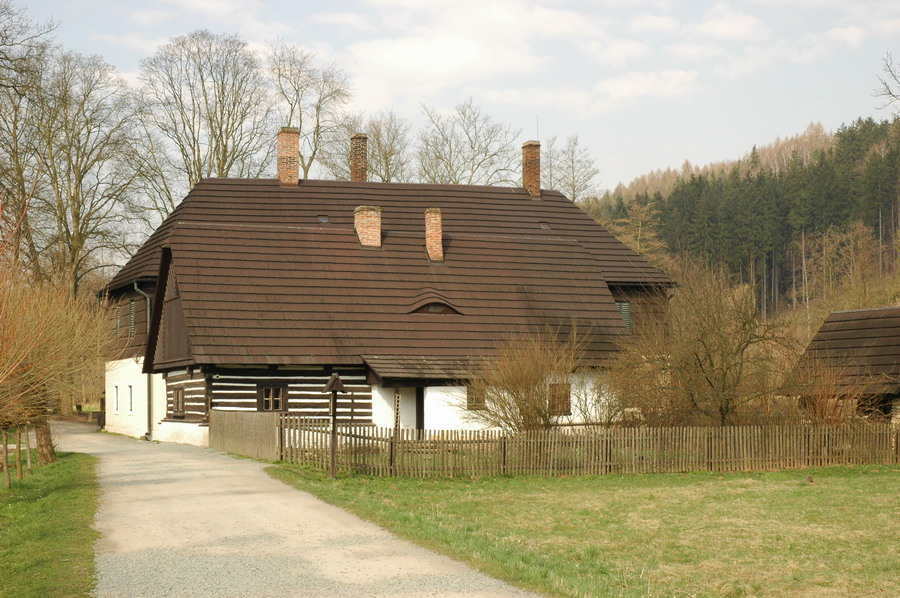
Ratibořice, Staré bělidlo

Na počátku dvacátého století byl termín venkovská zahrada (cottage garden) byl použit i pro označení tak velké a sofistikované zahrady jako Hidcote Manor, který Vita Sackville-West popsala jako "glorifikovanou venkovskou zahradu", harmonie barev zde byly pečlivě vyladěné a kontrolované. Vita Sackville-West přijala tento vzor pro svou vlastní "venkovskou zahradu", jednu z mnoha zahrad na zámku Sissinghurst. Mínila vytvořit zahradu, kde se kvetoucí keře mísí s růžemi, byliny s cibulovinami, popínavými rostlinami, které šplhají přes ploty. Chtěla vytvořit takovou zahradu, kde sazenice vzrostou tam, kde dopadnou semena. Zahradu, které bude vzorem příroda. Její populární a obdivovaný park ve stylu venkovské zahrady působí jako kultivovaný přírodně krajinářský park.
Ideály šířili také umělci, jako malířka akvarelů Helena Allingham (1848–1926).
Venkovská zahrada ve Francii byla obdivována malířem Monetem, který založil vlastní zahradu v Giverny, která je výstižným příkladem evropské venkovské zahrady. Rozlehlá zahrada je přeplněna rozmanitou výsadbou bohatou na barvy. V zahradě lze najít i rozlehlé vodní plochy. V moderní době se označení vesnická zahrada používá k popisu jakéhokoliv neformálního zahradního stylu, s použitím designu a rostlin velmi odlišných od tradiční anglické vesnické zahrady.

### Moderní vesnické zahrady

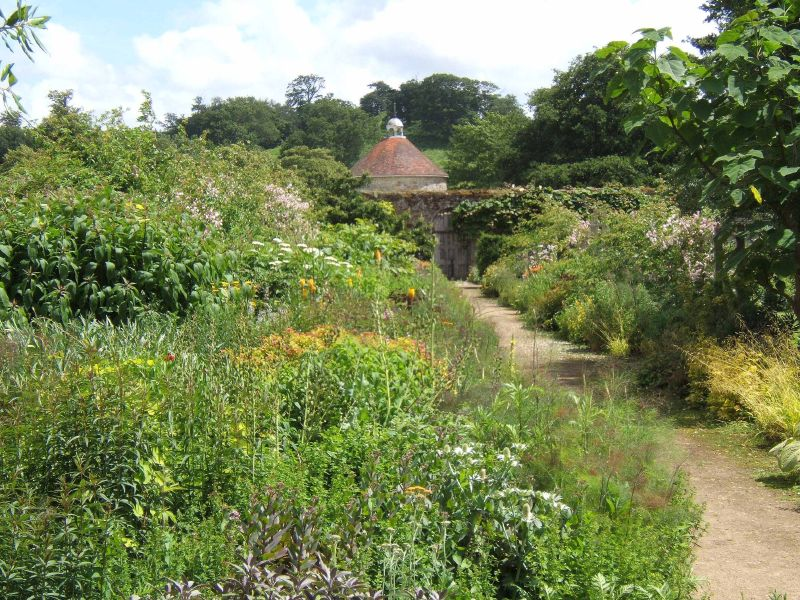
zahrada Parham Park u sídla Elizabethan house v Storringtonu, hrabství West Sussex

V moderní vesnické (chatové, chalupářské zahradě) vidíme nespočet regionálních a osobní variací na tradiční anglické vesnické zahrady. Jsou stylizovanou formou původní zahrady ve venkovském stylu. Hravou napodobeninou. Je zde časté použití rostlinných materiálů, jako například okrasné trávy nebo mnoho druhů rostlin, které nebyly nikdy součástí venkovských zahrad. Tradiční růže s jejich plnou vůní a svěží zelení jsou oporou venkovské zahrady. V současnosti se však více využívají kříženci, moderní rezistentní odrůdy. Nové odrůdy mají tradiční atributy, jsou podobné vlastnostmi původním druhům. Popínavé rostliny, ať už tradiční druhy, nebo jejich moderní hybridy, jsou ve venkovské zahradě také oblíbené. Často jsou použity letničky a trvalky, které se šíří samovýsevem a volně se rozšiřují. Takové druhy si našly trvalé místo i v moderní zahradě ve venkovském stylu, stejně jako tomu bylo v původních tradičních venkovských zahradách.
V naší moderní době venkovské zahrady neztratila své kvality, ani oblibu, ale jsou stále méně časté. Je mnoho důvodů proč. Venkovské zahrady jsou náročné na údržbu a lidé obecně chtějí trávit méně času údržbou zahrady. Služby kvalifikovaných zahradníků jsou pro průměrné obyvatele (v ČR i EU) drahé a těžko dostupné. Domy jsou většinou větší než venkovské chaty a často ne ve stylu vhodném pro tradiční venkovské zahrady. Snižuje se potřeba pěstovat vlastní potraviny, léčivky a koření a zvyšuje závislost na obchodu s potravinami.

## Vzhled

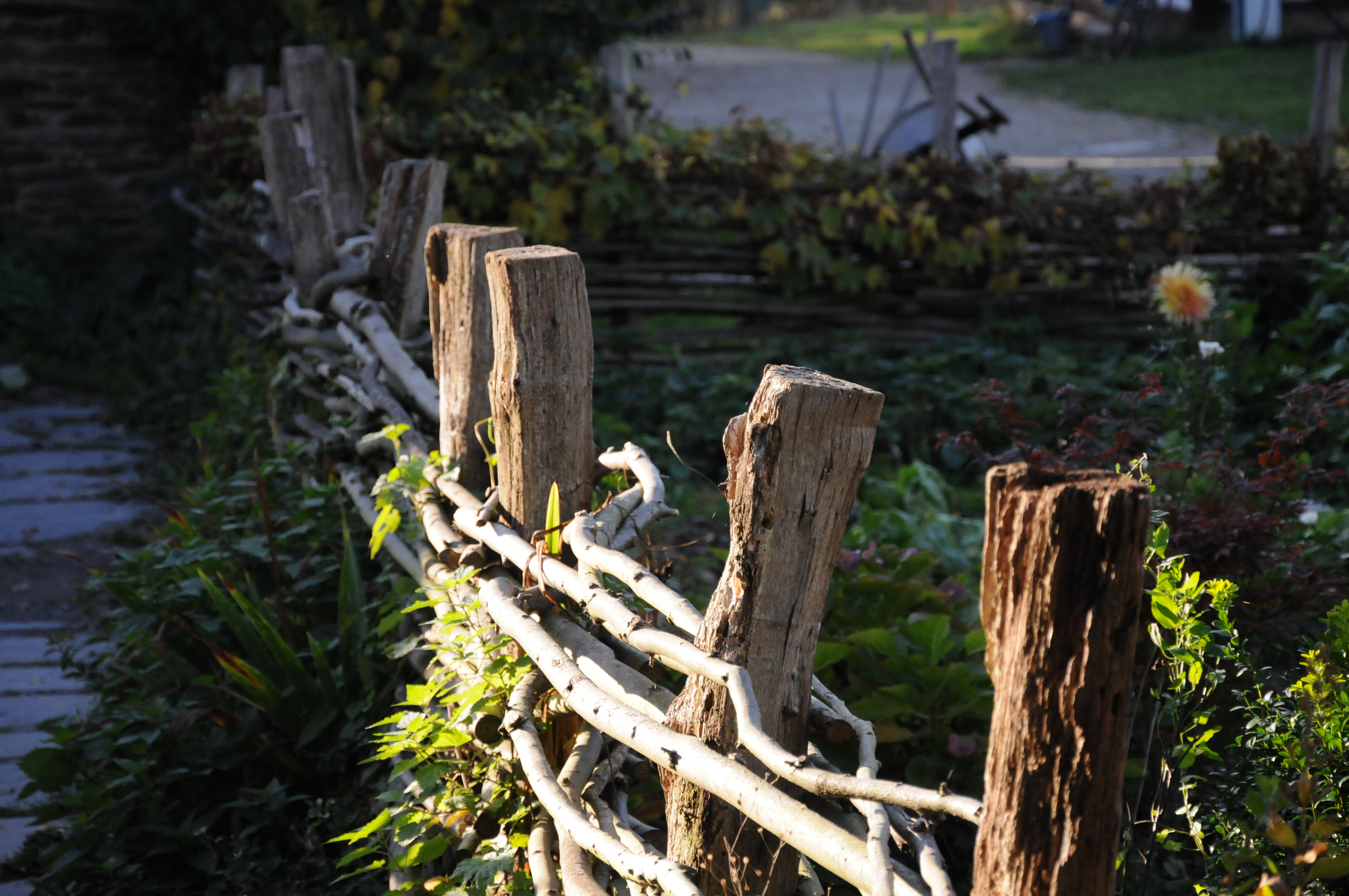
i neobvyklý nápad může působit přirozeně díky použití přirozených materiálů – plot

Zatímco klasická venkovská zahrada je postavena kolem venkovského stavení, je mnoho stylů venkovské zahrady vytvořených kolem domů, nebo dokonce i statků a usedlostí (např. Hidcote Manor) Design venkovské zahrady je založen více na zásadách, než vzorcích. Vesnické zahrady mohou být pravidelné i nepravidelné. Častěji se ale setkáme s nepravidelnými zahradami s pravidelnými prvky.

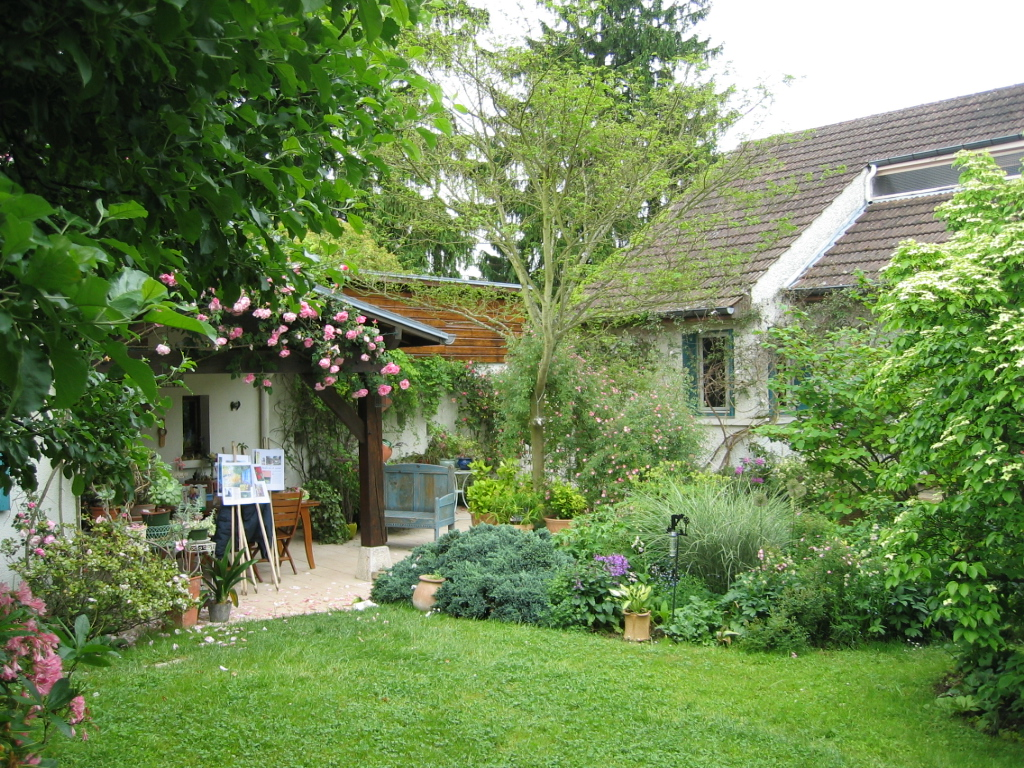
modernější (20. století) úpravy ve stylu venkovské zahrady

Ústředním prvkem klasické venkovské zahrady bývá hlavní cesta v jejímž okolí leží nejvíce udržované plochy květin a je z ní možné zahlédnout většinu dekorativních prvků. Dalšími významnými plochami jsou plochy náležící k dalším komunikacím a plochy které lze zahlédnout z prostoru vně zahrady. Ve vesnické zahradě v anglickém stylu zpravidla nenacházíme žádná jezírka, vřesoviště a skalky. Vynikající doplněk jsou ale vyvýšené záhony a terasy, které modelují terén. Do evropské venkovské zahrady lze umístit zřejmě jakékoliv myslitelné doplňky a stavební prvky, jediným omezením je prostor a vkus.
Z nedostatku prostoru jsou venkovské zahrady často jen malými pravoúhlými plochami s praktickými rozvržením cest a plotů, nebo živých plotů. Rostliny, rozložení a materiály jsou vybírány tak, aby vzbudily dojem přirozenosti a původnosti. Moderní venkovská zahrada často používá místní květiny a materiály spíše než tradiční venkovská zahrada. Co sdílí s tradičním pojetím, je přirozený vzhled, využití každého čtverečního centimetru a bohatá paleta květin, bylin a zeleniny.
Venkovská zahrada je navržena tak, aby se jevila bezstarostnou spíše než architektonicky dokonalou. Je vytvářena bez okázalosti, nebo trigonometrie. Hranice zahrady mohou sahat až do domu, trávníky jsou nahrazeny trsy trávy a květin a záhony mohou být široké podle potřeby. Místo toho, aby se zahrada podrobila kázni ve velkém rozsahu barevných schémat, je poetická jednoduchostí harmonií barevných kombinací mezi rostlinami. Celkový vzhled může dávat dojem zeleninové zahrady, kterou ovládly květiny.

## Základní pravidla tvorby klasické venkovské zahrady

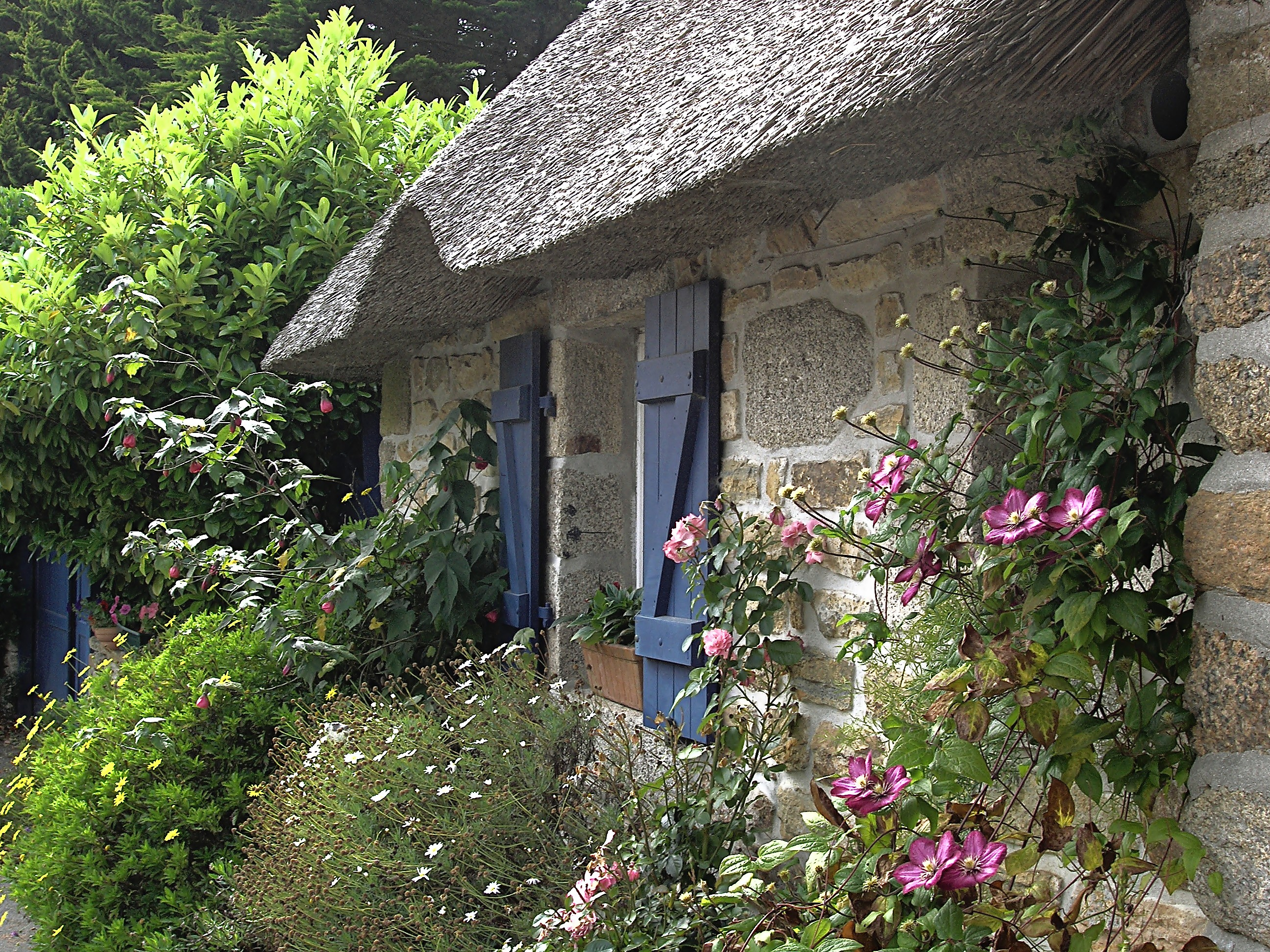
hrubé struktury a rustikální materiály do venkovské zahrady patří, působí zde přirozeně

Venkovské zahrady tvoří zdánlivě neudržovaná směs květin, dřevin, bylin a zeleniny, často na malém prostoru. I přes tyto zásady má venkovská zahrada konstrukci a formální zásady, které pomáhají tvořit její eleganci a šarm.
- Plánovité seskupení jednotlivých částí, které musí tvořily celek tak, aby technicky odpovídal požadavkům na užívání zahrady.
- Jednotlivé prvky musí být v souladu, žádný nesmí přehlušovat ostatní. Některé prvky mohou přitahovat pozornost. Vztah mezi prvky navzájem a skupinami prvků co do velikosti, množství a místu výskytu může ovlivňovat i vnímání prostoru. Prvky a skupiny prvků, které tvoří linii jsou výraznější a dodávají do kompozice dynamiku. Strohé a pevné linie působí opticky jinak než nerovné, nebo kulaté. Rovněž svislice působí zcela jinak než vodorovné a šikmé linie.
- Úprava odpovídá pohledu pozorovatele.
- Vyváženost - optický pocit stability a bezpečnosti. U střídání prvků lze použít například rytmus, nebo kompozici kdy některé prvky s jinými tvoří pocit přirozenosti. Mechanická vyváženost je definována jako rovnováha hmoty rostlin a tvarů. Pozorovatel také nesmí nabýt pocit, že některé prvky jsou ohroženy pádem, nebo nelogicky a nepřiměřeně umístěny.
  - Dokonalá symetrie nepůsobí ve venkovské zahradě zpravidla přirozeně.
  - Asymetrie simuluje přírodní styl bez dokonalé symetrie, ale zpravidla bez extrémních nevyvážeností. V logických případech pozorovatel akceptuje výjimky.
- Optická vyváženost – dosažení správného použití barev, struktur a jejich umístění ve vzájemné pozici. Barevnost a působení struktur je nesmírně důležité. Evokuje emoce a představy, zvláště při použití více barev, nebo odstínů. Soulad působí jemně a je uklidňující a kontrast může být více nebo méně dramatický a rafinovaný.[26] Barvy by měly být umístěny tak, aby působily v celku harmonicky, přirozeně, případně a barevně vyváženě (zejména tmavé a světlé tóny).[1]

Jednou z dalších hlavních zásad je poměrně přísný výběr rostlinného materiálu, který je důležitější než terénní úpravy. Použité materiály by měly vytvořit celek. Celek musí působit přirozeně a původně, nebo aspoň nesmí narušovat celkový dojem. Podobně jako v čínské zahradě by neměl být žádný prvek dominantní, působit násilně. Jednotlivé prvky, materiály, nebo použité rostliny mohou být i dosti pestré tvarově velikostně, texturou a barevně. Je vhodné nepoužívat příliš mnoho pravidelných předmětů a vyvarovat se přesnosti a jakékoliv dokonalosti.
Venkovská zahrada je umělecké dílo, způsobem tvorby někdy podobné mandale. Výsledek určitě. Umění nemůže být bez invence, překvapivosti, nápadu. Venkovské zahrady ozdobené materiály vyvrženými mořem vytváří inspirativně scenárista a spisovatel Derek Jarman.

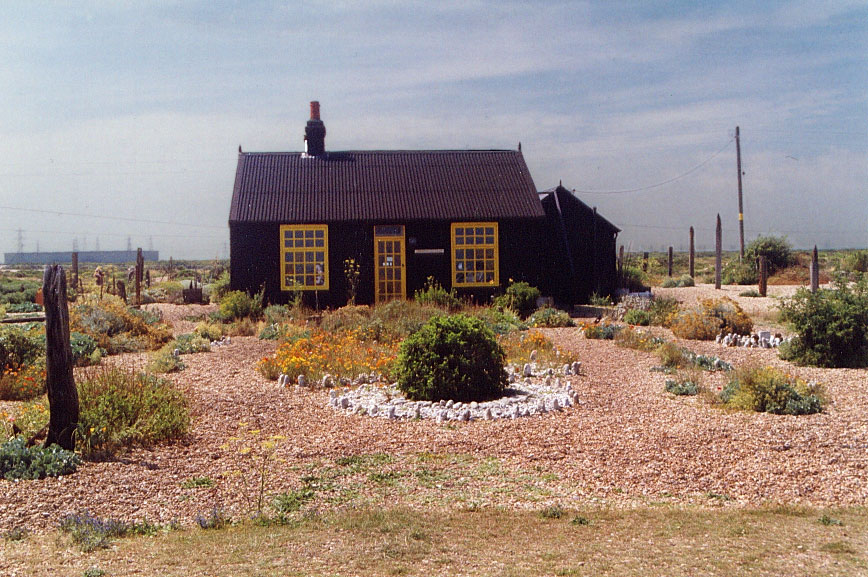
zahrada ve venkovském stylu – (autor Derek Jarman)

### Odlišnosti od dalších zahradních stylů
Venkovská zahrada je někdy doplňkem anglického parku, jeho součástí. Nahusto (zahuštěná výsadba) vysázené květiny, keře a stromy mohou napodobovat venkov, stejně jako divokou kvetoucí přírodu. Stylová anglická venkovská zahrada je původem pravděpodobně variantou výsadby anglického parku. Stejně tak může být podobná výsadba součástí architektury středověké zahrady, záhony budou ale přesně vyznačené a pravidelné, jednotlivé druhy rostlin budou nejspíše pečlivé odděleny. Francouzské zahrady také někdy začleňují výsadbu květin podobnou venkovské zahradě. Buď jako součást výsadby parteru, nebo k oživení kolem budov. Například ve francouzském parku v Lednici byly provedeny výsadby záhonů ve stylu venkovské zahrady v širokém záhonu mezi kobercovými výsadbami letniček. Oproti anglickému přírodně krajinářskému parku a ferme ornée je vzhledná venkovská zahrada stejné velikosti značně náročnější na údržbu (podle výsadby).

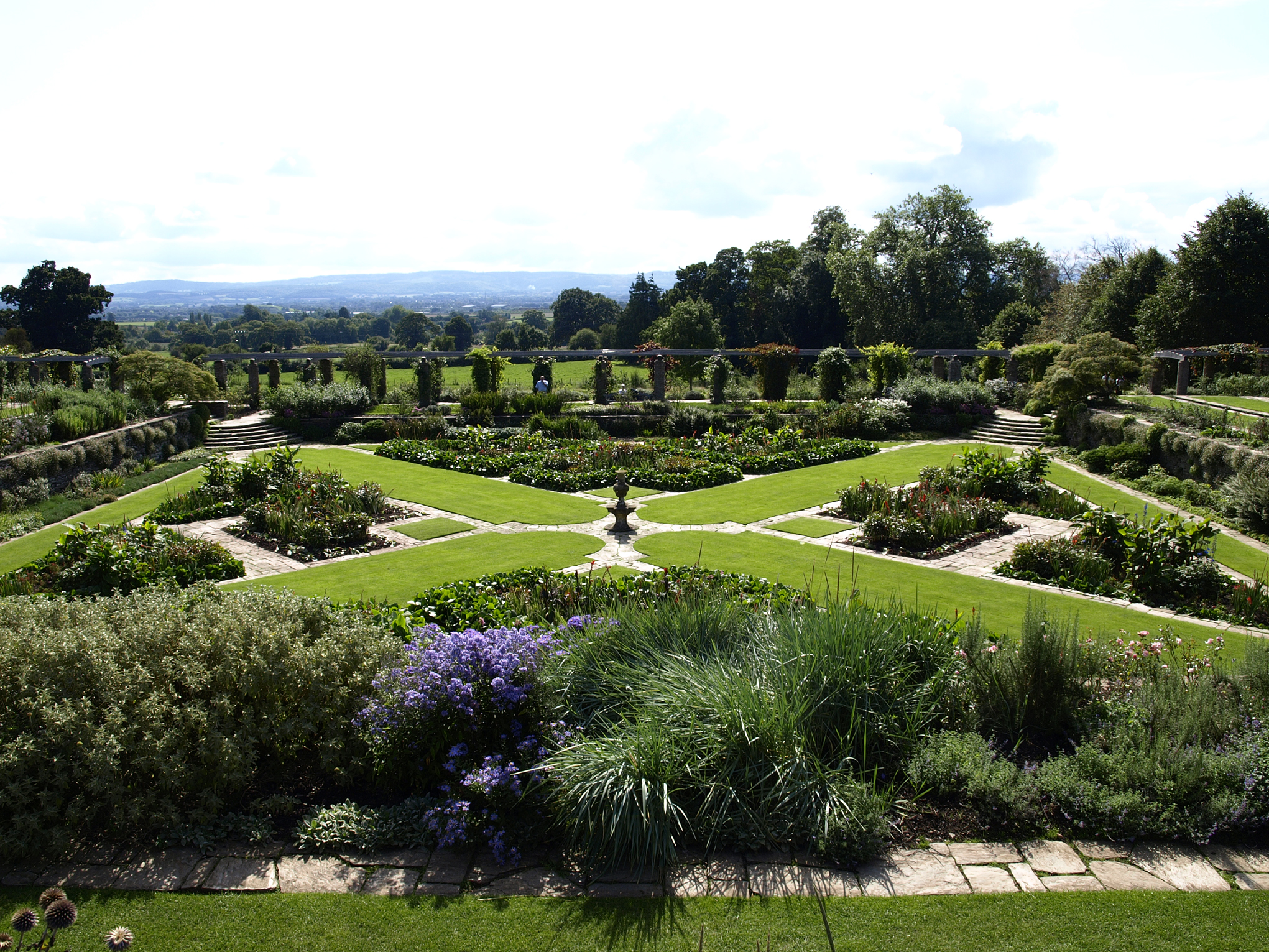
geometrická zahrada s výsadbou ve venkovském stylu

Stejně jako mohou být klasické zahrady a parky směšné svou přehnanou okázalostí, pseudostyly a nepovedenými napodobeninami umění, mohou venkovské zahrady sklouzávat k bezradné bezcílnosti, nesmyslnosti, stereotypu, neúmyslné karikatuře a neefektivnosti.

## Materiály

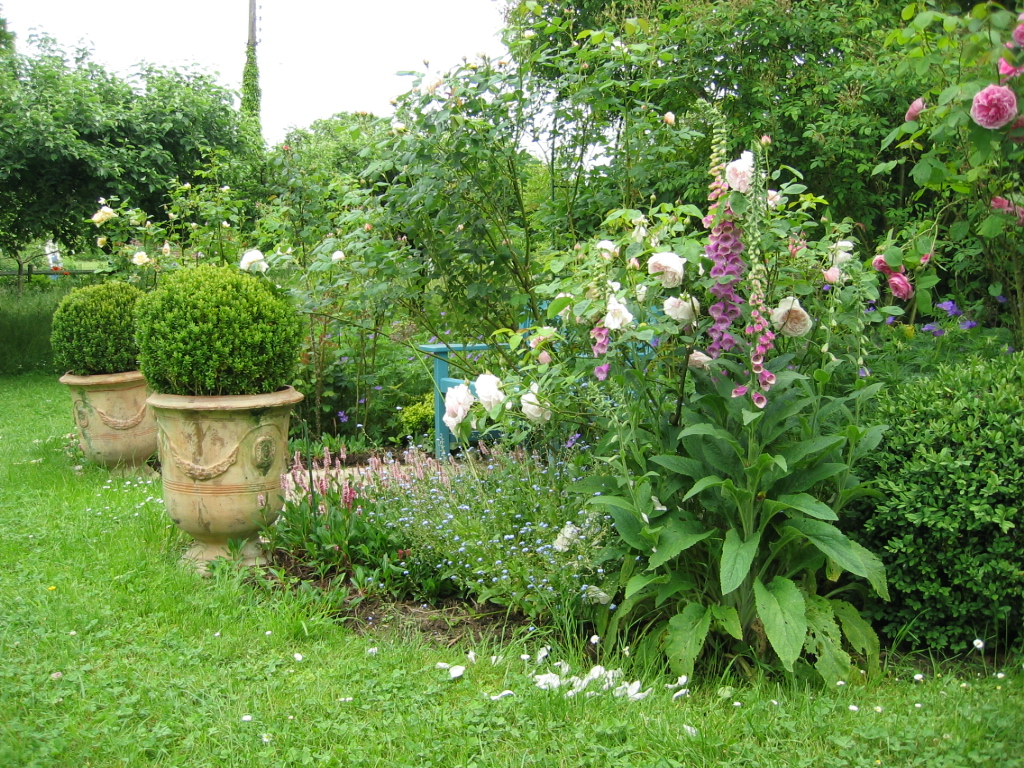
různé výšky a barvy rostlin jsou v zahradě ve venkovském stylu přirozené

V architektuře venkovské zahrady v Anglii ale i v Evropě 20. století byly na cesty, stromy a ploty používány tradičních materiály, nebo starožitně vyhlížející předměty. Dřevěné ploty a vrata, cihly a kameny. Použitím přírodních materiálů venkovská zahrada měla získat přirozenější vzhled . Hrnce, dekorace, nábytek a také využití přirozeného vzhledu tradičních materiálů a povrchové úpravy vše mělo vyvolat dojem staromódní zahrady. Materiály použité ve venkovské zahradě pocházejí zpravidla z nedalekých zdrojů. Za rušivé lze považovat velké plochy kovu, skla, použití plastů (zjevné), nebo neumělé napodobeniny přírodních materiálů. Zahrada nemá být divadelní kulisou.
Venkovské zahrady počátku 21. století zobrazují více individuální přístup a nepoužívají napodobeniny přírodních materiálů, nebo jen výjimečně. S věrohodností se pokouší upravit zahradu, nebo obydlí v dobově, nebo stylově věrohodnou repliku, která umožňuje zvýšit emocionální prožitek z použití.

### Rostliny

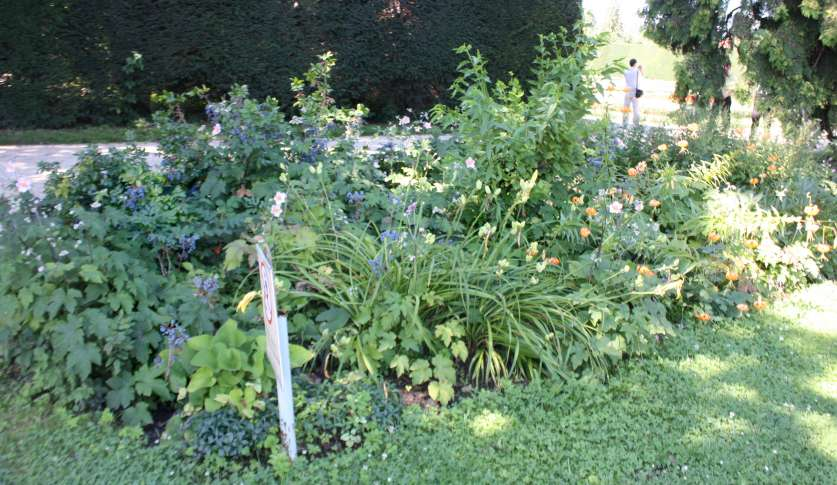
výsadba trvalek ve stylu venkovské zahrady uprostřed francouzského parku v Lednici

Rostliny pro venkovské zahrady jsou vybírány na základě své staromódnosti (módní časopisy razí pro styl venkovské zahrady heslo – kytičky naší babičky) a vhodnosti do nepravidelné zahrady. Mnoho moderních zahradníků používá „staromódní“ rostliny a odrůdy, ačkoliv nemusí být autentické pro venkovské zahrady. Kromě toho existují i moderní odrůdy květin, které do vzhledu venkovské zahrady zapadají. Například moderní růže vyšlechtěné Davidem Austinem byly používány pro venkovské zahrady kvůli svému staromódnímu vzhledu (plnokvěté formy s rozetovými květy) a vůním. Moderní venkovské zahrady v Evropě často používají původní rostliny a jsou přizpůsobené místnímu klimatu, spíše než by se pokoušely použít tradiční anglické rostliny nevhodné pro dané prostředí. Mnoha starým oblíbeným druhům a odrůdám květin se ale daří v venkovských zahradách po celém světě.

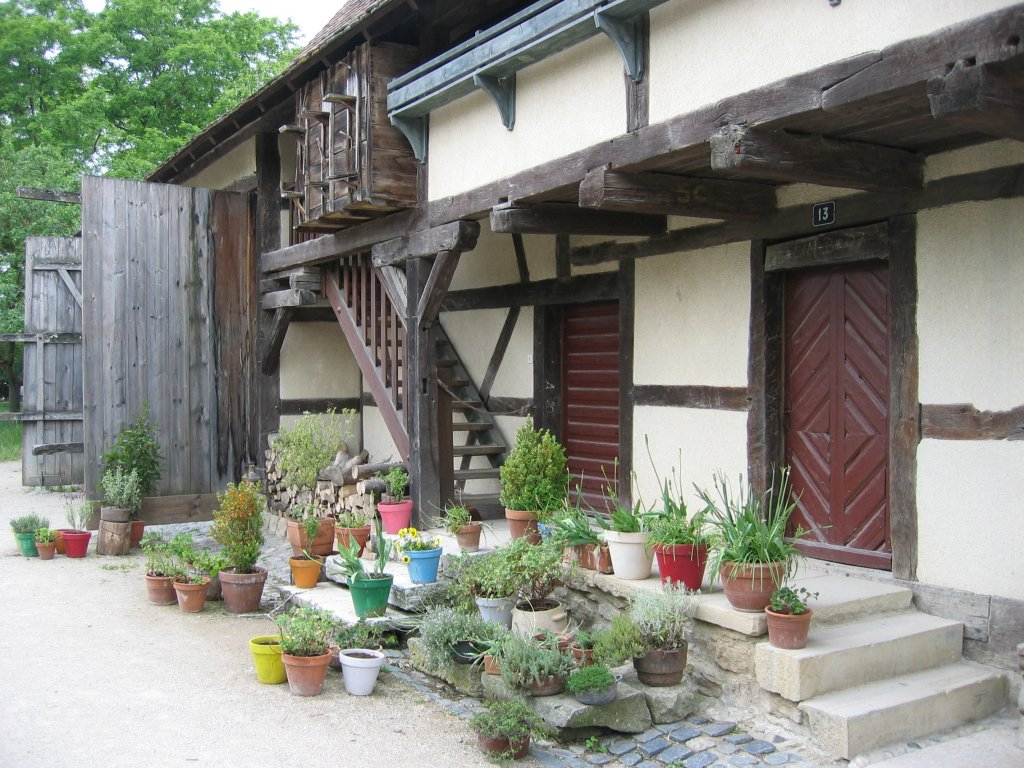
hrnkové rostliny jsou přirozená součást původní venkovské zahrady (ekomuzeum Alsace, Německo)

Evropská vesnická zahrada, je-li její součástí zelinářská část, bude mít obě části – okrasnou a zelinářskou, pečlivě oddělené. Záhony se zeleninou sice mohou plnit dekorativní účel, ale zelenina určená ke konzumaci bývá zpravidla pěstována v oddělené části. V původní vesnické zahradě lze najít okrasné dřeviny, zpravidla keře okrasné květem, ale lze použít i méně nápadné keře ozdobné listem jako doplnění skupin keřů a porostu, například mahónii, krušpánek, nebo brslen. Použité ovocné dřeviny mohou být vysokokmeny, které jsou extenzivně pěstované a dorůstají velkých rozměrů a značného stáří. Zcela výjimečně je součástí vesnické zahrady malé množství původních druhů okrasných listnatých dřevin jako bříza, buk, dub, habr nebo lípa. Ve vyšších polohách lze nalézt i smrky a borovice. Velký důraz vesnická zahrada obvykle klade i na množství kvetoucích trvalek, cibulovin a letniček v nádobách. Vhodnou estetickou ozdobou samozřejmě mohou být i jahody, které jsou dekorativní květem i plodem.

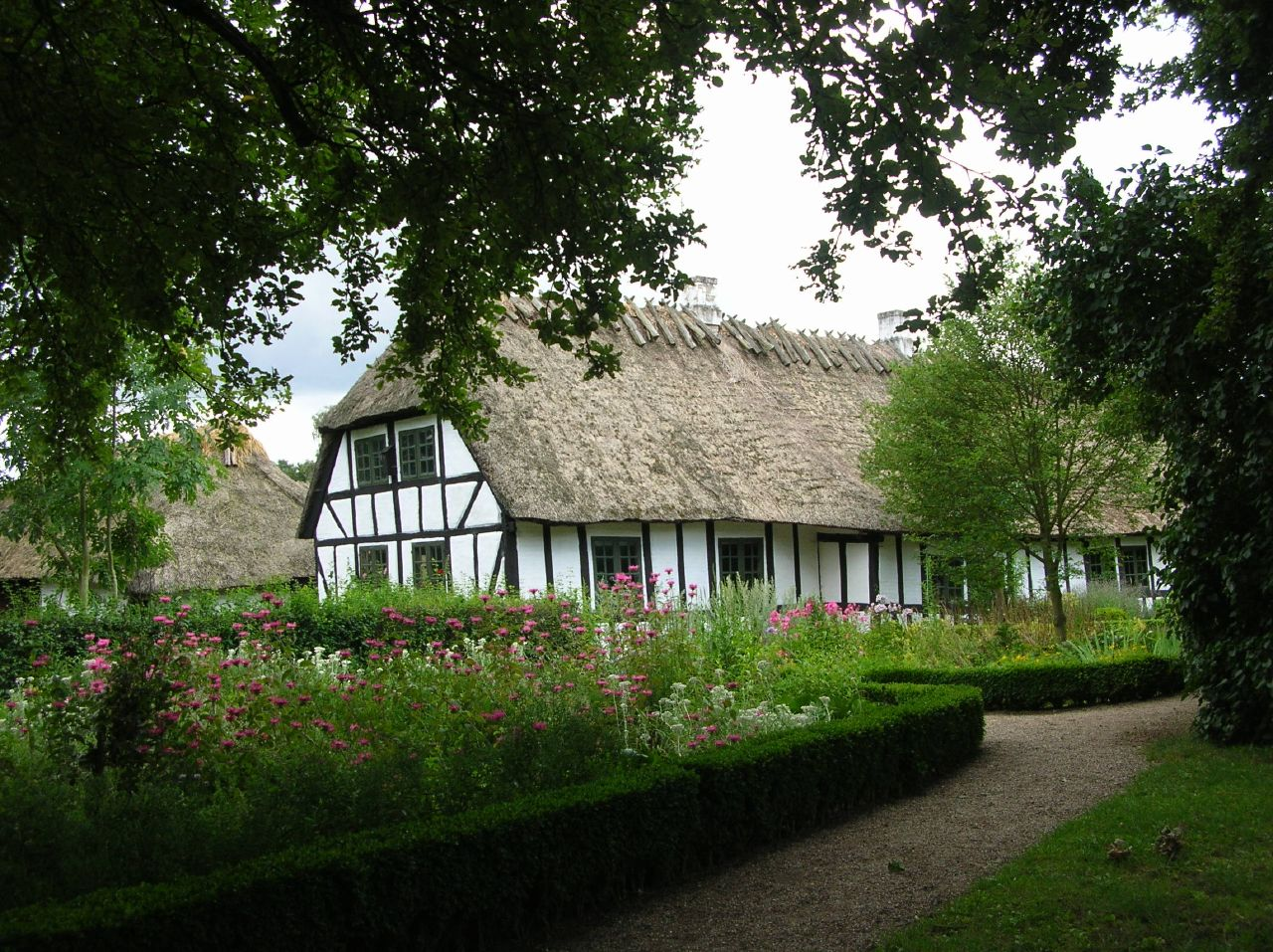
venkovská zahrada je součástí rekonstrukcí života venkovanů, skanzenů (Den Fynske Landsby)

Vhodné rostliny lze vybrat podle intenzity údržby, způsobu výsadby a pěstování. Anglická venkovská zahrada někdy používá zapojené výsadby různých druhů rostlin současně, což je celkem nevhodné pro některé druhy tradičních okrasných rostlin (aksamitník, devaterník, vřes, růže polyantky a mnoho dalších). Mnoho rostlin přerůstající jedna druhou se ale ve venkovské zahradě nemá (není li to záměr) změnit v chaotickou směs. Venkovská zahrada není zmatek. Zmatek ostatně nenapoví mnoho hezkého o vlastnostech majitele a nemůže na něj samotného ani působit nijak uspokojivě a harmonicky. Důležité je proto rozhodnutí architekta venkovském zahrady, čeho vlastně chce dosáhnout a jaké je schopen udělal ústupky ze své představy dokonalosti.
Venkovské zahrady, které nelze efektivně udržovat náročným pletím a okopáváním proto nebude zdobit nízká keřová růže, ale po zdi, plotu nebo pergole se může pnout popínavá růže s plnými, nebo jednoduchými květy. Dalším vhodným keřem pro méně udržované zahrady je například kalina, rostlinou vlčí bob, nebo i kosatec. Květiny se v původní venkovské zahradě vyskytují jen na exponovaných místech. Větší zahradu tohoto typu tvoří obvykle zatravněný sad ovocných stromů. Zahrada s málo nápadnou výsadbou není žádnou chybou. Dekorativní hodnota méně pestré zahrady spočívá ve tom, že zahrada je nenápadným doplňkem budovy, které však jedním nebo několika prvky (réva, břečťan, srdcovka, hosta) může dodat potřebný nádech romantiky anebo důvěrně známý pocit domova. Taková varianta však není rozhodně vhodná pro majitele s komplexem méněcennosti.
Udržované zahrady může zdobit i oslnivá záplava kvetoucích rostlin mnoha druhů a variet, barev a velikostí, cibulovin, trvalek a letniček v témže záhonu. Udržování skupin kvetoucích rostlin, zvláště bylin, je pracnější než třeba udržování beztrných okrasných keřů, které majiteli svým kvetením poskytnou také uspokojení. Rozhodování pro ten či onen typ výsadby a nebo druh rostliny by proto nemělo být ukvapené, aby nadšení pěstitele nevystřídalo vyčerpání, zoufalství a zklamání. Dokonce ani v 21. století totiž mnohdy není práce, byť šlechtící duši a tříbící trpělivost, přehnaně oblíbeným druhem zábavy.

#### Růže
Venkovské zahrady jsou vždy spojeny s růžemi, ať už keřovými, polyantkami, čajovými, stromkovými, nebo pnoucími růžemi. Venkovské zahrady téměř vždy obsahovaly keře růže galské (Rosa gallica). Růže galská tvoří husté keře 1.5–2 m vysoké a široké, se světle růžovými až fialovými květy. Růže galské jsou také velmi vonné a plody obsahují množství vitamínu C. Další stará růže typická pro venkovské zahrady je vonná damascénská růže (Rosa x damascena), které jsou stále ještě pěstovány v Evropě pro použití v parfémech. Dorůstají výšky 2 m nebo vyšší, s jemně prohnutými letorosty, které pomáhají poskytnout neformální pohled do zahrady. Ještě vyšší jsou bílé růže (Rosa x alba), které nejsou vždy bílé a které kvetou dobře i v polostínu.
Růže stolistá (Rosa x centifolia) je plnokvětá růže proslavená na obrazech holandských mistrů v sedmnáctém století. Tyto velmi vonné keřové růže rostou do výšky 1.5 m, jsou i stejně široké. Měly by být vyvázány na oporu, nebo mohou popínat treláž. Růže stolistá byla šlechtěna a křížena do mnoha odrůd, které jsou také oblíbeným doplňkem venkovské zahrady. Na rozdíl od většiny moderních hybridů starší růže kvetou na loňských letorostech, takže není vhodné je silně prořezávat každý rok, jako moderní odrůdy. Protože na rozdíl od moderních růží nekvetou opakovaně, bývají někdy popínány plaménky (Clematis), které používají větve růží jako oporu. Růže ve venkovské zahradě není oddělena od ostatních růží holou zemí nebo mulčem, ale je jakoby ve směsi s jinými květinami, vinnou révou a porostem.
Se zavedením čínské růže (Rosa chinensis) na konci osmnáctého století vzniklo mnoho hybridů, které měly vlastnosti opakovaného kvetení (remontování), ale udržují vzhled původní staré růže a tvar květu. Jednalo se o bourbonské růže a noisette růže, které byly používány také ve venkovské zahradě.
Nedávno se staly populárními růžemi pro venkovské zahrady hybridní „anglické“ růže zavedené Davidem Austinem. Jeho keřové růže kombinují nejlepší vlastnosti moderních hybridních, čajových a floribund se starými zahradními růžemi.

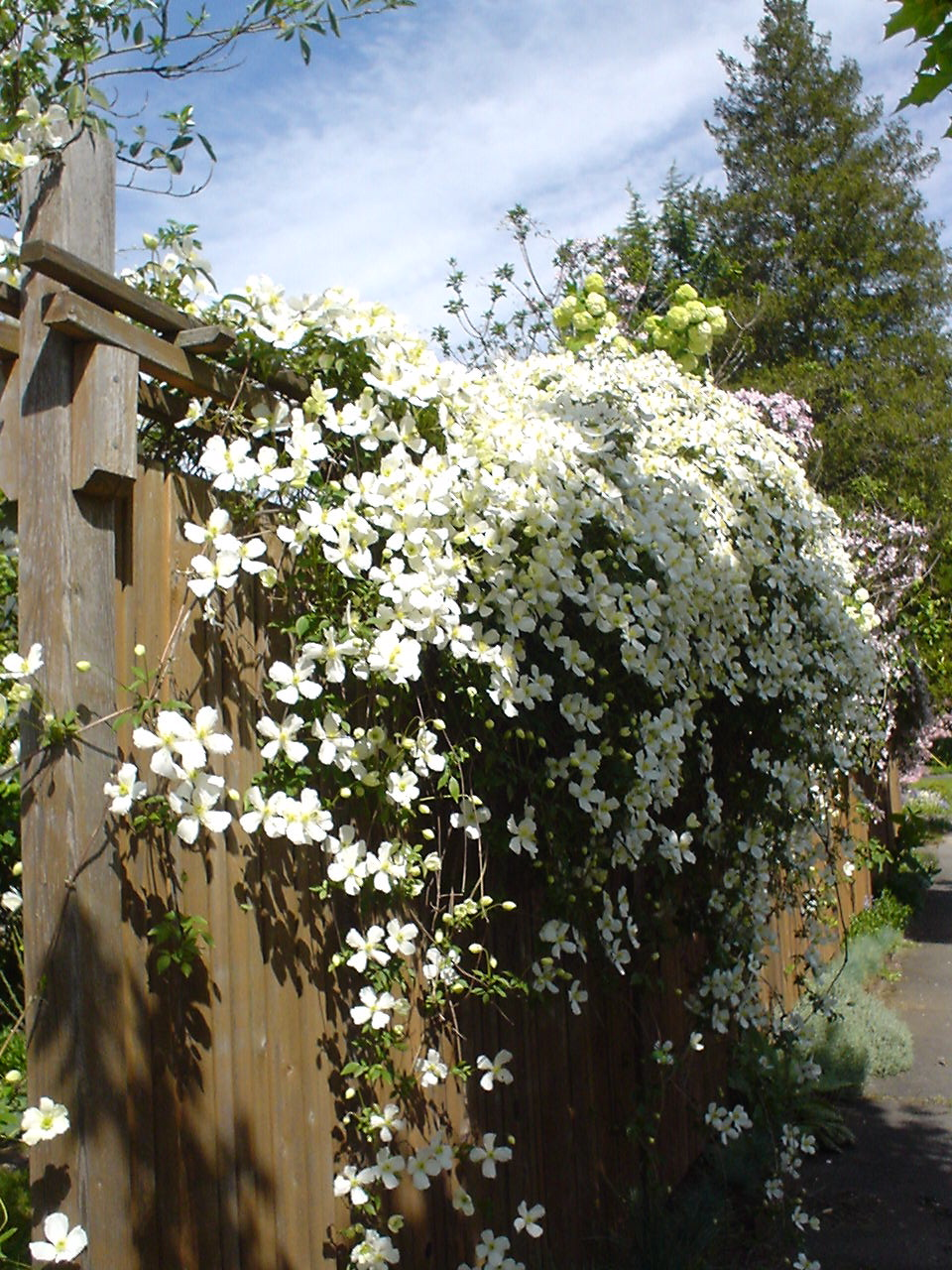
Kultivary plaménků jsou méně agresivní a podstatně vzhlednější než plamének plotní

#### Popínavé rostliny

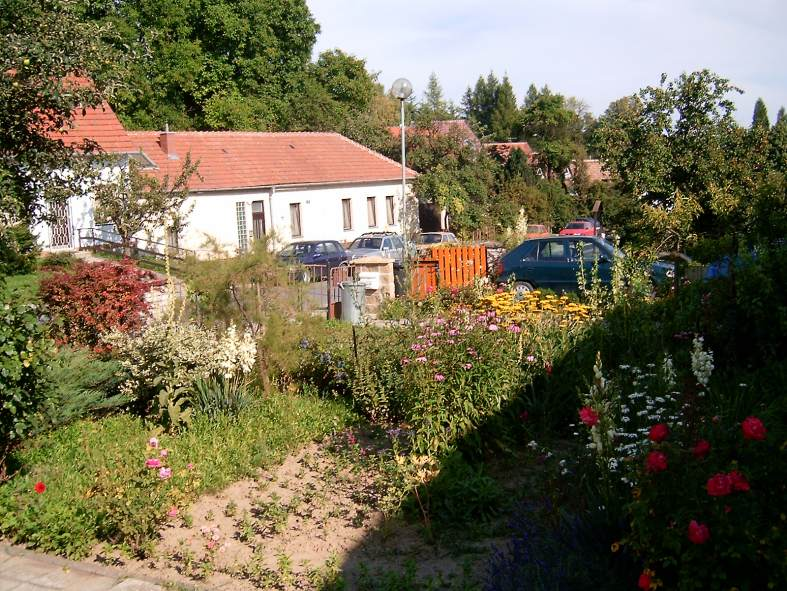
venkovská zahrada působí malebně i pokud je mírně zanedbaná

Tradiční součástí venkovské zahrady jsou popínavé rostliny zimolez ovíjivý (Lonicera periclymenum) a plamének plotní (Clematis vitalba). Ve venkovské zahradě bylo používáno mnoho hybridů původních druhů plaménku s řídkým listovím, které jsou schopny porůstat pnoucí růže, stromy a nebo ploty. V moderní venkovské zahradě je používáno mnoho druhů Clematis, včetně Clematis armandii, Clematis chrysocoma a Clematis flammula. Populární popínavé zimolezy ve venkovské zahradě jsou kromě zimolezu ovíjivého například zimolez japonský (Lonicera japonica) a zimolez druhu Lonicera tragophylla). Dekorativní a málo náročnou dřevinnou je loubinec (Parthenocissus). Jeho listy se na podzim barví červeně a jsou hezkým kontrastem k jinak zbarveným keřům. Druh loubinec pětilistý (Parthenocissus quinquefolia) je expanzivní a zapleveluje. Druh loubinec trojlaločný (Parthenocissus tricuspidata) roste pomalu.

#### Byliny

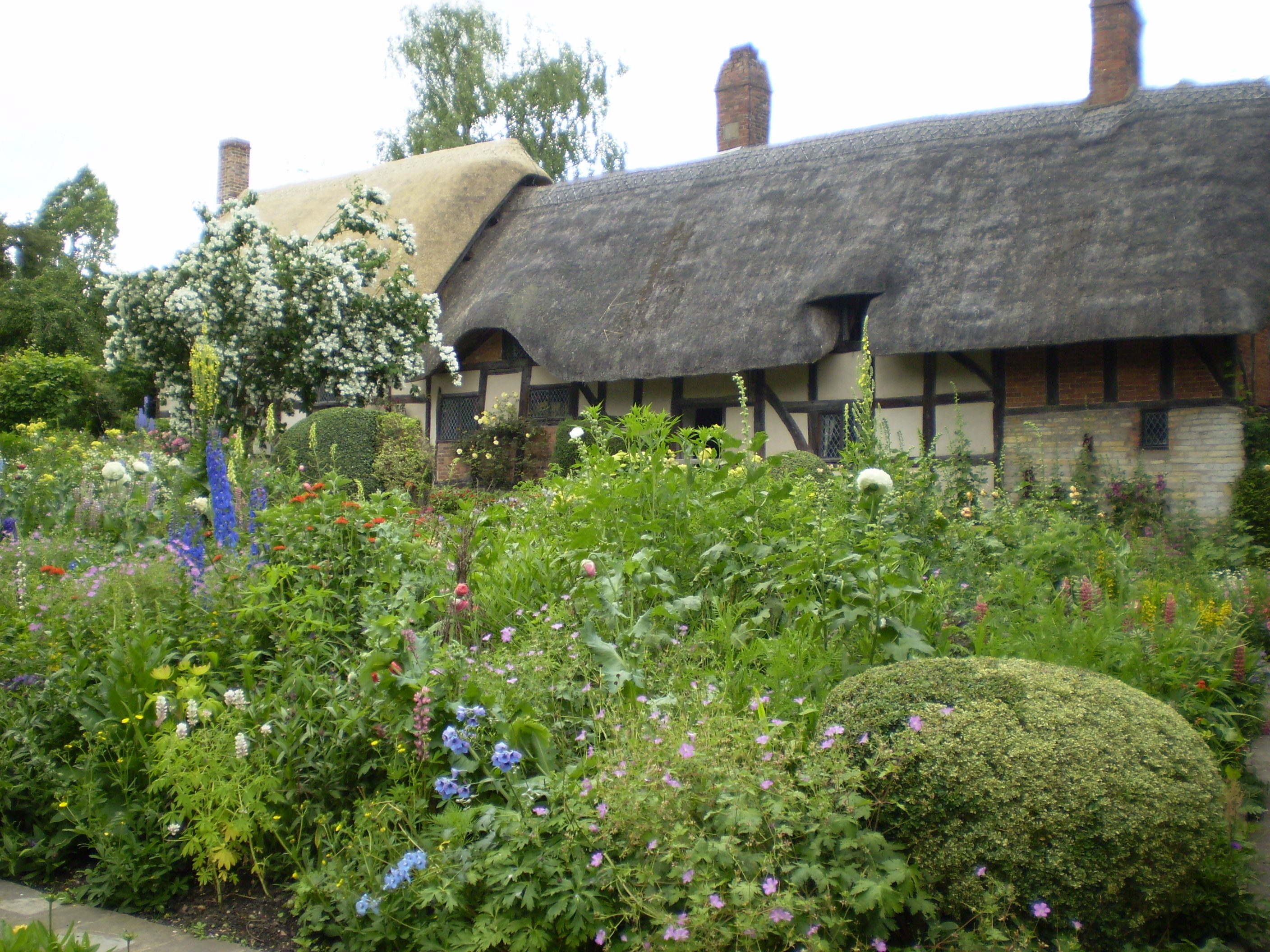
Trvalky a cibuloviny kvetou jen jednou ročně, na rozdíl od letniček relativně velmi krátké období

Barevně mají být květiny co nejpestřejší a druhy voleny tak, aby zahrada kvetla většinu roku. Vyplatí se ovšem pro některé zvláště exponované období vytvořit větší skupinu výraznějších květin – například vrbina tečkovaná (Lysimachia punctata). Tato trvalka kvetoucí v červnu je velmi dekorativní a na stanovišti vydrží mnoho let. Vhodné je, aby květy a použité doplňky barevně ladily, nebo tvořily vhodný kontrast. Venkovská zahrada se pomocí kontrastu barev, nejen barev květů, ale například i díky podzimnímu vybarvení, může stát uměleckým dílem.
Populární květiny pro venkovské zahrady byly pěstovány a šlechtěny nadšenci. Fialky, růže a petrklíče stejně jako druhy, které se jinak pěstují pro praktické účely. Například měsíček, který se dnes pěstují téměř výhradně pro své jasně oranžové květy, byl ceněn především jako přísada do jídla pro přibarvení másla a sýrů, přidával se přidávání do polévek a dušených jídel. Jinak byl používán i pro všechny druhy léčebných mastí a přípravků. Stejně jako mnoho starých letniček a bylin venkovské zahrady se samovolně vysévá. Další populární zahradní letničky venkovské zahrady jsou fialky, macešky a rezeda.

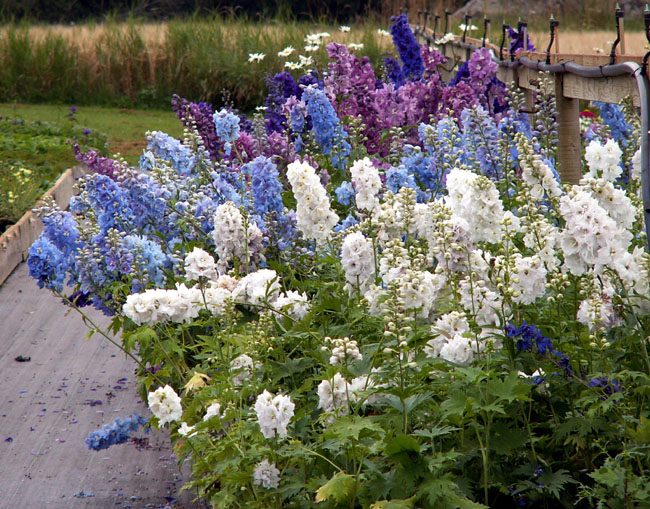
použití více odstínů pastelové barvy, nebo málo kontrastních barev působí nenásilně a současně pestře, je snadnou cestou k vytvoření barevně vkusné kompozice

Trvalky jsou tradičně největší skupinou květin venkovské zahrady – ty s dlouhou historií ve venkovské zahradě jsou vzrůstné a odolné slézové růže (Althea rosea), barevné hvozdíky, především hvozdík bradatý (vousatý) (Dianthus barbatus), bohatě kvetoucí chryzantémy (Chrysanthemum frutescens). Často byl pěstován i léčivý měsíček lékařský (Calendula officinalis), vznešená lilie, plnokvěté pivoňky, křehké tulipány a krokusy, jednoduché i plnokvěté sedmikrásky, vysoký náprstník červený a oměj šalamounek, vonná levandule, odolný zvonek a kokořík, nebo pupalky. Ve venkovské zahradě nesměla chybět konvalinka, prvosenky a některá z mnoha odrůd růží.
Byliny z venkovské zahrady byly používány jako léky, nebo kosmetické a čisticí prostředky. Vonící bylinky se rozložily na zemi na pokrytí pachů. Některé byliny se používaly k barvení tkanin. Tradiční bylinky venkovské zahrady jsou šalvěj lékařská, tymián, pelyněk brotan, šanta kočičí, kopretina řimbaba (Tanacetum parthenium ), plicník, mydlice lékařská, yzop lékařský a nebo levandule.
Příklady bylin pro venkovské zahrady
| - lilie - mečík - hvozdík - chrpa - růže z Jericha - netýkavka - kejklířka - pupalka - prvosenka - maceška | - hledík - měsíčnice - mák - třapatka - měsíček - chejr - pelargonie - osteospermum - lobelka - petúnie | - divizna - lichořeřišnice - vitálka - mateřídouška - kmín - rozmarýna - fuchsie - sedmikrásky - pomněnky - náprstník | - slézová růže - libeček - srdcovka - černucha - rezeda - hrachor - petrklíč - slunečnice - tulipán - kamzičník | - krokus - pivoňka - orlíček - oměj - zvonek - vrbina - majoránka - astra - jiřina - chryzantéma | - smolnička - konvalinka - laskavec - vlčí bob - řebříček - kopretina řimbaba - ostrožka - šalvěj - chřest - yzop | - levandule - kokořík - mydlice - tymián - pelyněk - šanta kočičí - plicník |

#### Ovocné dřeviny
Ovocné stromy venkovské zahrady jsou tradičně jabloně a hrušně. Byly jejich plody byly zpracovávány na jablečný mošt a hruškovici. Své místo zde měl i angrešt, rybíz a maliny. Moderní venkovské zahrady často obsahují mnoho druhů okrasných druhů ovoce společně s netradičními ovocnými stromy jako je dřín.

#### Živé ploty

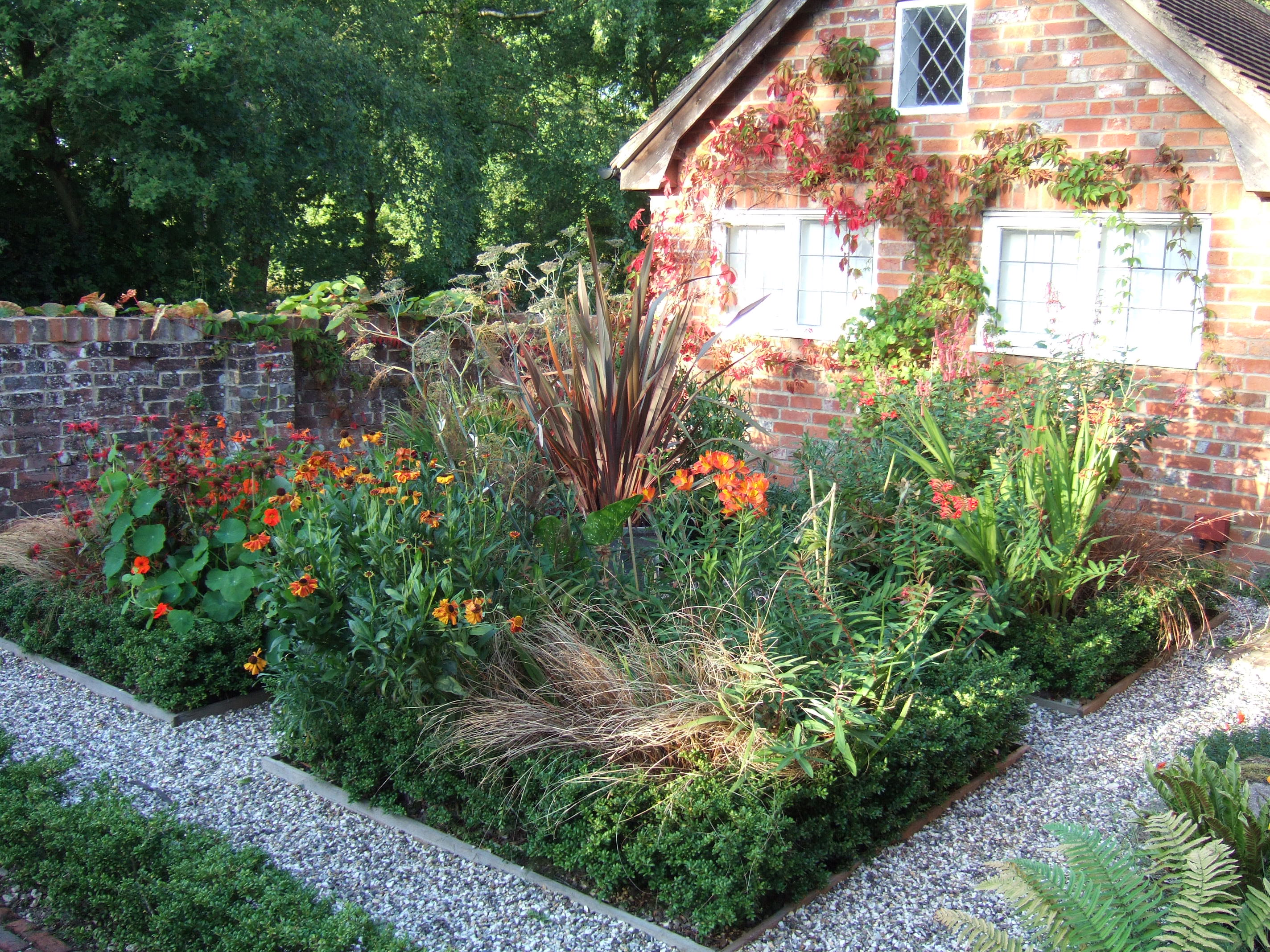
pravoúhlé chodníky u venkovské zahrady působí méně přirozeně než nerovné, nebo žádné chodníky

Ve venkovské zahradě živé ploty sloužily jako oplocení proti hospodářským zvířatům, která by mohla poškodit zelinářskou zahradu, pro ochranu soukromí, a měly i praktické využití. Listy hlohu bylo možné například využít jako chutný čaj, květy byly používány k výrobě vína. Rychle rostoucí bez černý sloužil také k vytvoření živého plotu. Jeho bobule byly využívány na jídlo a víno. Květy bezu černého se jedí smažené v těstíčku, nebo slouží na krémy a mastí. Dřevo má mnoho využití (ale je jedovaté), například na výrobu hraček, kolíků, k rybolovu. Cesmína (Ilex) byla další užitečnou rostlinou, protože se rychle rozšířila a sama se množila. Ptačí zob bylo možné také použít k rychle rostoucím živým plotům. V průběhu času se mnohé více, nebo méně užitečné okrasné rostliny staly populárními pro živé ploty venkovské zahrady, včetně vavřínu (ne v ČR), šeříku, pámelníku, zimolezu japonského (L. japonica), a dalších

## Údržba
Nároky na údržbu se u venkovské zahrady liší podle použitého materiálu a podle nároků majitele na estetiku zahrady. Pěstování rostlin ve venkovské zahradě při zapojené výsadbě může mírně snížit množství plení (na úkor zdravotního stavu porostu). Výběr rostlin také umožní omezit potřebu zalévání (na úkor rozmanitosti), ale řez živých plotů porostlých popínavými rostlinami a pravidelné potřeby rostlin vyžadují dobře načasovanou a časově náročnou údržbu. Venkovské zahrady patří mezi pracné zahradní úpravy a jsou vhodnou dekorací na často navštěvovaných místech.

## Architekti venkovské zahrady
- William Morris
- Vita Sackville-West
- William Robinson a Gertrude Jekyll

## Vážné nevýhody

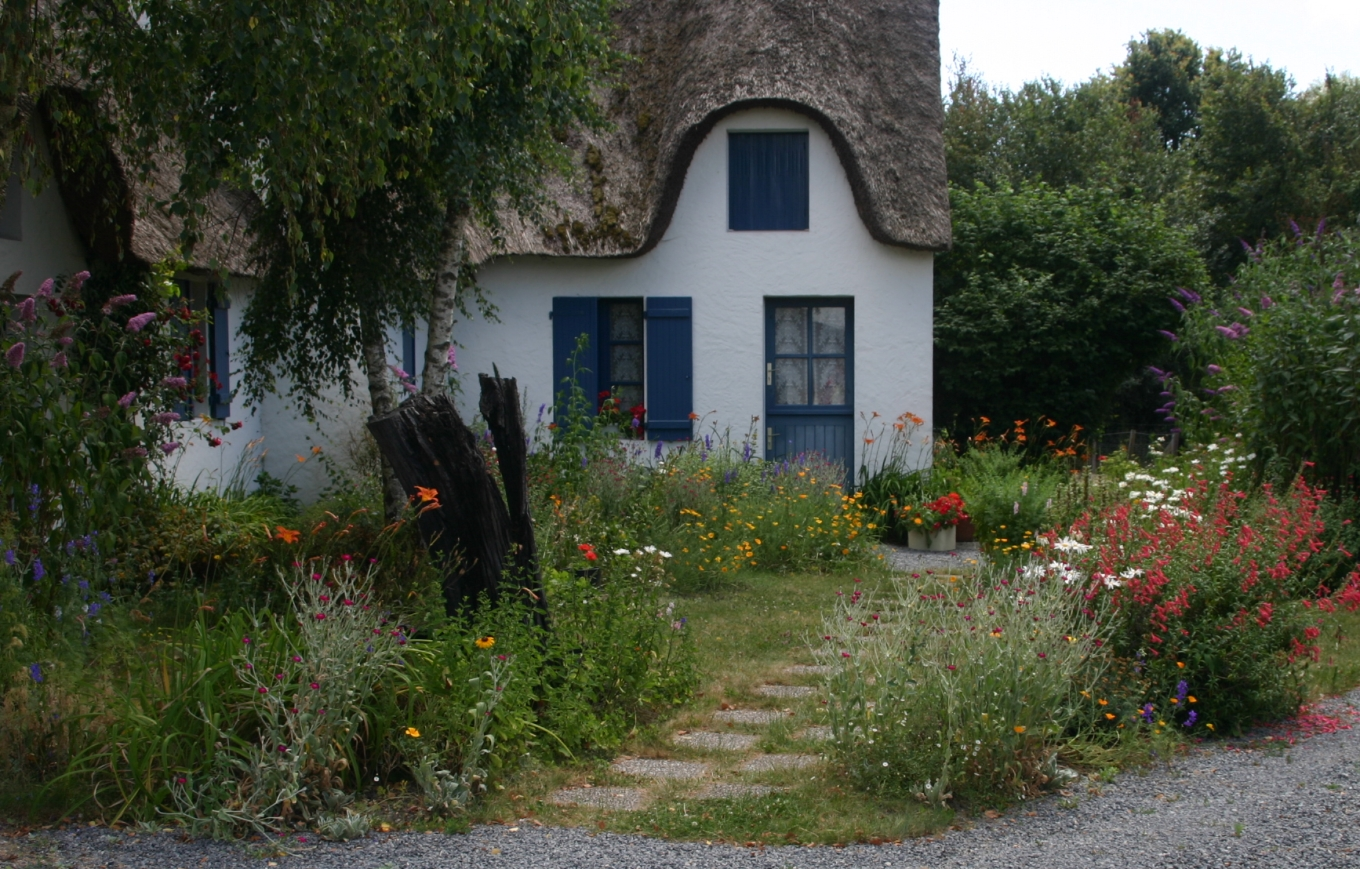
polodivoká zahrada byť s místně nepůvodními druhy (dokonce je použita i invazivní buddleia) u venkovské zahrady působí přirozeně a v době květu i velmi ozdobně

Venkovská zahrada používá zahuštěné výsadby bylin k dosažení žádoucího efektu. Takové výsadby
- vedou k většímu výskytu plísní, bakterióz a houbových chorob. Tyto choroby jsou obtížně léčitelné. Napadené rostliny (porosty rostlin) jsou nevzhledné, ale i jednotlivé rostliny a ohniska nákazy narušují vzhled.
- vedou k většímu výskytu škůdců. Většina ze starobylých druhů používaných ve venkovské zahradě trpí chorobami a škůdci. Napadené rostliny jsou nevzhledné.
- jsou obtížně udržovatelné. Při údržbě odplevelováním je možné poškodit vzhled porostu a práce jsou komplikovány zahuštěnou výsadbou. Druhy, které jsou utlačovány agresivnějšími druhy je třeba chránit, jinak některé druhy rostlin zcela vytěsní ostatní. Nároky na údržbu lze snížit použitím vhodných kombinací rostlin a podstatněji pak snížením nároků na dekorativnost.
- jsou obtížné udržovatelné. Při rozsazování trvalek (nejméně 1× za 3 roky) se pracuje se srostlým porostem s propojeným kořenovým systémem, nebo ho lze v dalším roce odstranit a vysázet znovu. Ovšem nejméně rok trvá než se i při zahuštěné výsadbě porost znovu zapojí. Mnohdy se tedy vyplatí pěstovat spíše letničky.
- jsou často obtížné udržovatelné. Mnohé z používaných druhů dřevin jsou silně agresivní druhy, které je třeba omezovat v růstu.
- jsou do doby, než se porost zapojí velmi náročné na údržbu.

Výběr rostlin, nízké nároky majitele a inteligentní architektonický návrh může snížit intenzitu nevýhod nebo potlačit některé nevýhody venkovské zahrady zcela.
Vážnou nevýhodou mohou být menší estetické hodnoty původních druhů rostlin. Trvalky kvetou zpravidla jen krátké období (někdy i jen několik dnů) v roce a cennější letničky je zpravidla na stanoviště třeba vysévat.

## Rizika
Množství dřevin používaných v zahradách založených ve stylu venkovská zahrada patří mezi nebezpečně invazivní dřeviny – plamének plotní, ptačí zob. Zejména se jedná o rostliny používané v anglické „divoce rostoucí“ zahradě. Další patří mezi velmi nepříjemné plevele – např. černý bez, růže šípková.

## Zajímavosti
1. ↑  Anne Scott-Jamesová v The Cottage Garden (London: Lane) 1981, demythologizuje původ anglické zahrady ve venkovském stylu a její poklady topiary mezi zeleninou, bylinkami a květinami. Populární teorie pravila, že mají svůj původ v 17. století.
2. ↑  Vesnické zahrady, jakkoliv bývají pravidelně spíše nepravidelné, výjimečně mohou být současně celkově geometricky pravidelné se zdánlivě nepravidelnou výsadbou. Nepravidelná výsadba může tvořit opakující se geometrický vzor, který rozeznáme při pohledu na celek. Taková výsadba však narušuje velmi pocit přirozenosti a není tak působivá jako kobercová výsadba. Nebývá tedy proto obzvláště častá.
3. ↑  Bourbonské růže - Odrůda starých růží, které vznikly na ostrově Réunion (l'Île de Bourbon). Jde o spontánního křížence růže čínské "Old Blush" s damašskou růží. Od růže damašské (Rosa damascena) získala bourbonka dobrou vůni a od čínské růže schopnost opakovaného kvetení. Kvete dvakrát do roka. - http://www.garten.cz/a/cz/686-encyklopedie-ruzi-3/
4. ↑  První Noisette růže byly vypěstovány pěstitelem rýže z Jižní Karolíny, jménem John Champneys. Vznikla zkřížením čínském růže 'Parson's Pink' s na podzim kvetoucím druhem růže mošusové (Rosa moschata), což mělo za výsledek intenzivně se popínající růže které tvořily obrovské shluky malých růžových květů od jara do podzimu. Champneys poslal sazenice své růže (nazvané 'Champneys' Pink Cluster ') svému příteli, jménem Philippe Noisette, který ji poslal svému bratrovi Ludvíkovi v Paříži. Ten růži pak představil jako ' Blush Noisette 'v roce 1817.
5. ↑  Syrové ovoce které vypadalo nechutně nebylo zpravidla před počátkem 20. století pojídáno.